# Landkreis Lörrach
Der Landkreis Lörrach ist ein Landkreis im äußersten Südwesten des Landes Baden-Württemberg (Deutschland). Er gehört zum Regierungsbezirk Freiburg und zum Regionalverband Hochrhein-Bodensee.

## Geographie

### Lage

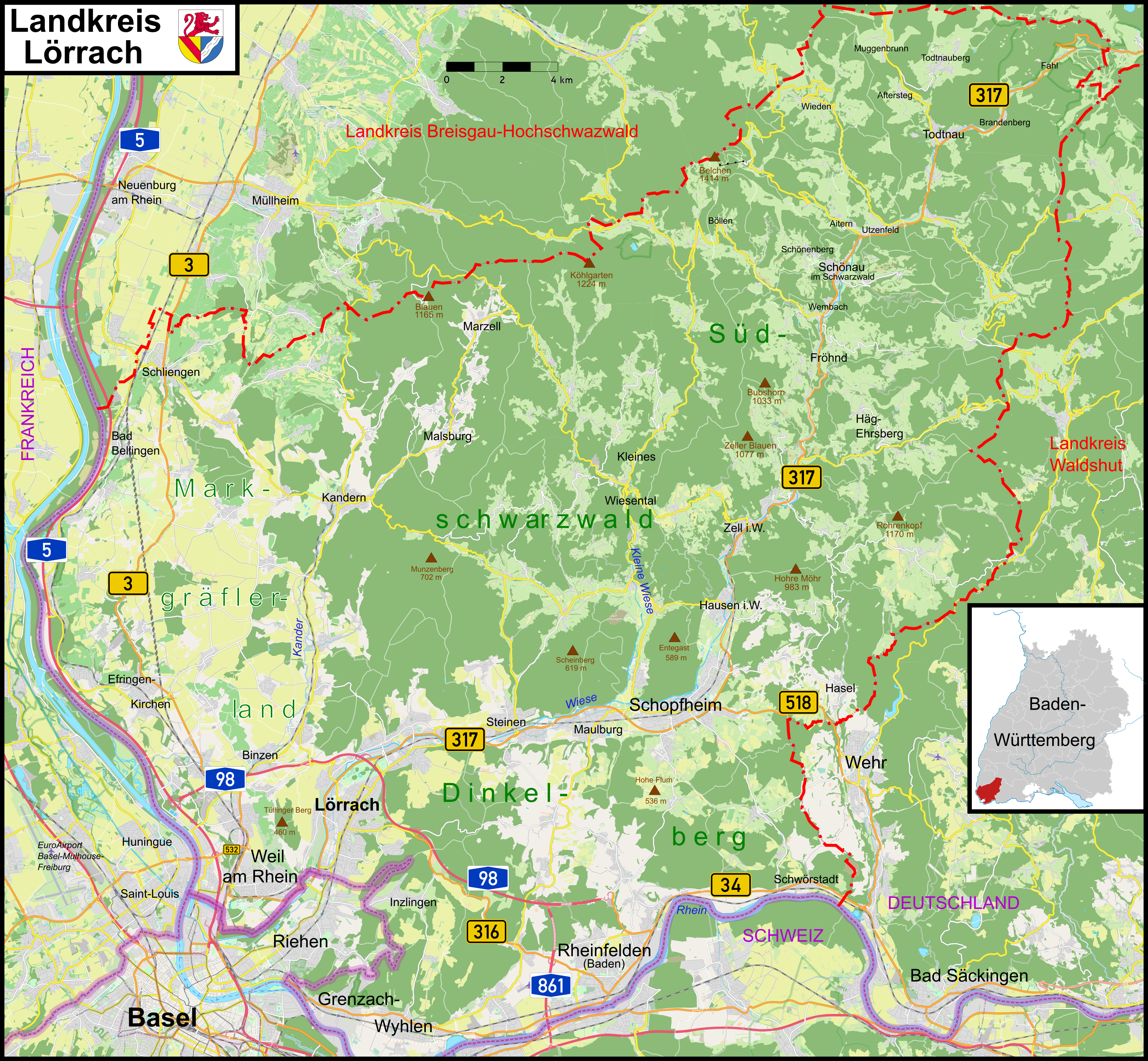
Karte des Landkreises Lörrach mit allen Gemeinden sowie Autobahnen und Bundesstraßen

Das Wiesental (benannt nach dem Fluss Wiese) als nordöstlicher Teil des Landkreises gehört teilweise zum Hochschwarzwald und zieht sich hoch bis zum Feldberg, dem höchsten Berg des Schwarzwaldes. Im Westen erheben sich die Weinberge des Markgräfler Hügellandes, im Süden der Dinkelberg. Zwischen Dinkelberg und Schweizer Jura zieht sich das Hochrheintal nach Westen und weitet sich nach Basel nordwärts zur Oberrheinischen Tiefebene aus.

### Flächenaufteilung
Nach Daten des Statistischen Landesamtes, Stand 2015.

### Natur
Im Landkreis Lörrach liegen folgende 26 Naturschutzgebiete. Nach der Schutzgebietsstatistik der Landesanstalt für Umwelt Baden-Württemberg (LUBW) stehen 6.157,95 Hektar der Kreisfläche unter Naturschutz, das sind 7,63 Prozent.
1. Altrhein Wyhlen: 23,4 ha; Gemeinde Grenzach-Wyhlen – Gemarkung Wyhlen
2. Auf der Eckt: 3,1 ha; Gemeinde Schliengen – Gemarkungen Liel und Mauchen
3. Belchen: 1614,8 ha (davon 1239,6 ha im Landkreis Lörrach); Gemeinde Kleines Wiesental – Gemarkung Neuenweg, Gemeinde Böllen – Gemarkung Böllen, Gemeinde Schönenberg – Gemarkung Schönenberg, Gemeinde Aitern – Gemarkung Aitern und Gemeinde Wieden – Gemarkung Wieden
4. Blansinger Grien: 23,6 ha; Gemeinde Efringen-Kirchen – Gemarkungen Kleinkems und Huttingen
5. Buchswald bei Grenzach: 92,8 ha; Gemeinde Grenzach-Wyhlen – Gemarkungen Grenzach und Wyhlen
6. Buhrenboden: 16,1 ha; Stadt Rheinfelden – Gemarkungen Eichsel und Minseln
7. Buttenberghalde: 18,8 ha; Gemeinde Inzlingen – Gemarkung Inzlingen
8. Eichholz-Buchholz: 34,6 ha; Gemeinde Bad Bellingen – Gemarkung Rheinweiler, Gemeinde Efringen-Kirchen – Gemarkung Kleinkems
9. Feldberg: 4226 ha (davon 738,9 ha im Landkreis Lörrach); Stadt St. Blasien – Gemarkung Menzenschwand, Gemeinde Bernau im Schwarzwald – Gemarkung Bernau
10. Galgenloch: 11,8 ha; Gemeinden Bad Bellingen – Gemarkung Bellingen, Gemeinde Schliengen – Markung Schliengen
11. Gletscherkessel Präg: 2866,8 ha; Stadt Todtnau – Gemarkungen Todtnau, Geschwend, Präg und Schlechtnau, Stadt Schönau im Schwarzwald – Gemarkung Schönau und Gemeinde Tunau – Gemarkung Tunau
12. Isteiner Klotz: 26,0 ha; Gemeinde Efringen-Kirchen – Gemarkungen Huttingen, Istein und Kleinkems
13. Kapellengrien: 65,9 ha; Gemeinde Bad Bellingen – Gemarkung Rheinweiler, Gemeinde Efringen-Kirchen – Gemarkung Kleinkems
14. Kiesgrube Käppelin: 21,7 ha; Stadt Weil am Rhein – Gemarkung Weil am Rhein
15. Kiesgrube Weberalten: 6,3 ha; Stadt Rheinfelden – Gemarkung Herten
16. Krebsbachtal: 22,8 ha, Stadt Weil am Rhein – Gemarkungen Weil und Haltingen
17. Langenbach-Trubelsbach: 36,0 ha; Stadt Todtnau – Gemarkung Muggenbrunn
18. Leuengraben: 139,9 ha; Stadt Rheinfelden – Gemarkung Herten, Gemeinde Grenzach-Wyhlen – Gemarkung Wyhlen
19. Nonnenmattweiher: 70,8 ha; Gemeinde Kleines Wiesental – Gemarkung Neuenweg
20. Rümminger Moos: 12,2 ha; Gemeinde Rümmingen – Gemarkung Rümmingen
21. Ruschbachtal: 30,7 ha; Gemeinde Grenzach-Wyhlen – Gemarkung Wyhlen
22. Rütscheten: 5,6 ha; Gemeinde Bad Bellingen – Gemarkung Bad Bellingen
23. Totengrien: 2,8 ha; Gemeinde Efringen-Kirchen – Gemarkung Istein
24. Utzenfluh: 272,5 ha; Gemeinde Utzenfeld – Gemarkung Utzenfeld, Stadt Todtnau – Gemarkungen Schlechtnau und Geschwend
25. Wehramündung: 12,1 ha; Stadt Wehr – Gemarkung Öflingen, Gemeinde Schwörstadt – Gemarkung Schwörstadt
26. Wiedener Weidberge: 379,0 ha; Gemeinde Wieden – Gemarkung Wieden

### Nachbarkreise
Der Landkreis grenzt im Norden an den Landkreis Breisgau-Hochschwarzwald und im Osten an den Landkreis Waldshut. Weiterhin grenzt er im Uhrzeigersinn an die Schweiz (Kantone Aargau, Basel-Landschaft und Basel-Stadt) und an Frankreich (Département Haut-Rhin in der ehemaligen Region Elsass).

## Geologie

### Kreisbeschreibung der Geologie
Die ältesten Gesteine finden sich im Grundgebirgsschwarzwald, dem Gebiet nördlich der von Kandern über Hausen nach Hasel ziehenden Schwarzwaldsüdrandverwerfung. Es handelt sich im Wesentlichen um Gneise, gneisähnliche Gesteine und Granite.
Eine bis 5 km breite Grabenzone (Badenweiler-Lenzkirch-Zone) quert den Grundgebirgsschwarzwald in W-O Richtung auf der Höhe von Schönau-Utzenfeld. Nördlich davon befindet man sich im Zentralschwarzwälder Gneisgebiet, wo die sehr alten (präkambrischen) Ausgangsgesteine in mehreren Phasen der Vergneisung unterlagen. Die bedeutendste metamorphe Überprägung erfuhren sie bei der variskischen Gebirgsbildung (Devon/Karbon). Südlich der Badenweiler-Lenzkirch-Zone ist der Gneis nur als rudimentärer Rahmen um freigelegte Granitplutone erhalten. Der Großteil dieses Rahmens bildet die recht inhomogene Wiese-Wehra-Formation. Es handelt sich hier um in unterschiedlicher Intensität anatektisch veränderte, granitisch durchtränkte Gneise. Die Granite des Kreisgebiets sind in den bereits vorhandenen Gneis aufgedrungen, sind also jünger als dieser. Malsburggranit, Mambachgranit, Schlächtenhausgranit, Münsterhaldengranit gehören zu den variszischen Plutonen der Karbonzeit (genauer ins Visé vor 346-327 Mio. Jahren).
Die bei der variszischen Gebirgsbildung entstandene Badenweiler-Lenzkirch-Zone (Heubronner Eck, Schönau, Wacht) ist ein tektonischer Grabenbereich, in dem sich nicht oder nur schwach metamorph veränderte Sedimente und Vulkangesteine aus dem Devon und Unterkarbon erhalten haben. Im N wird sie von einem 1,5 km breiten Saum Randgranit begleitet, der noch zur Mittelschwarzwald Randgneisgruppe gehört.
Sowohl Gneise als auch Granite sind von Ganggesteinen durchzogen (Porphyre, Fluss- und Schwerspat). Westlich von Wieden erstreckt sich der Rest einer Porphyrdecke (Münstertal-Quarzporphyr).
Vor 275-269 Mio. Jahren, noch im Erdaltertum, wurden Abtragungsmassen des variskischen Schwarzwaldvorläufers im Gebiet der Weitenauer Vorberge abgelagert. Es sind vorwiegend rotbraune, feldspatreiche Sandsteine (Arkosen) und Tone. Sie gehören dem Perm (genauer dem Rotliegend) an und werden heute als Weitenauformation klassifiziert. (Aufschluss: Nordhang über der Wiese bei Maulburg und Schopfheim.) Sie tauchen auch am Südrand des Dinkelberges bei Degerfelden nochmals auf und stehen auch noch südlich des Rheines bei Mumpf an. Sie bilden im Weitenauer Bergland den Sockel der nächstjüngeren Gesteinsfolge, des vorwiegend rötlichen, aber auch weißen oder violetten, im oberen Bereich tonigen Buntsandsteins, der in trocken-heißem Klima als Schwemmlandsediment vor 251 bis 243 Jahren abgelagert wurde. Er bildet die klassischen Tafelberge Munzenberg, Scheinberg und Entegast. (Aufschlüsse: Aufgelassene Steinbrüche am Scheinberg und Entegast. Großer Steinbruch am Degerfelder Nettenberg.) Die über dem Rotliegenden unmittelbar folgenden Sedimente, früher als unterer Buntsandstein angesprochen, werden heute dem ebenfalls permischen Zechstein zugeordnet.
Nach der Ablagerung des Buntsandsteins folgte (vor 247 bis 241 Mio. Jahren) die Überflutung durch das flache Muschelkalkmeer, das zeitweise regional in eine Salzseen- oder Lagunenlandschaft überging, in der es bei aridem Klima zur Ausscheidung von Kochsalz und Gips (Anhydrid) kam. Der Muschelkalk ist das dominierende Gestein des Dinkelbergs. Die Bänke und Platten des teilweise dolomitischen oberen Muschelkalks, verantwortlich für die Karsterscheinungen des Dinkelbergs, sind in den aufgelassenen Dinkelberg-Steinbrüchen oder in dem z. Zt. in Betrieb befindlichen Steinbruch unterhalb Minseln zu sehen. Am Grenzacher Hornfelsen, einem ehemaligen Steinbruch, ist auch der den Muschelkalk nach oben abschließende, grob gebankte Trigonodusdolomit zu erkennen. Der mittlere Muschelkalk ist kaum aufgeschlossen. Einen Hinweis auf sein Vorkommen geben aber die aufgelassenen Gipsstollen des Dinkelbergs (Grenzach, Markhof, Maulburg, Öflingen). Kochsalzlager des mittleren Muschelkalks wurden früher in Wyhlen durch Sohlung ausgebeutet. Über Rheinniveau ist das Kochsalz des Dinkelbergs längst herausgelöst. Die tonig-mergeligen Schichten des mittleren Muschelkalks neigen zur Verschlipfung (z. B. große Rutschmasse in Grenzach unterm Rettenacker). Der sonst kaum aufgeschlossene dunkelgraue untere Muschelkalk zeigt sich am Prallhang der Wiese unmittelbar oberhalb des Brombacher Wehrs.
Nach dem Rückzug des Muschelkalkmeeres entstand die wieder mehr unter festländischen Bedingungen entstandene Schichtenfolge des Keupers. Es herrschen rote, graue und grünliche Tone vor. Sie sind im Kreisgebiet kaum aufgeschlossen, wurden aber beim Bau der A 98 angeschnitten. Dabei ergab sich u. a. (2020/21) der Querschnitt eines für den Dinkelberg charakteristischen schmalen Keupergrabens südlich Minseln.
Die folgende Meeresüberflutung der Jurazeit hinterließ bei uns im Zeitraum von vor 201 bis 157 Mio. Jahren kalkige und tonige Flachwassersedimente. Die Unterjuraschichten (Lias) haben sich nur in Resten auf dem Dinkelberg (Aufschluss Metzelhöhe: harte graue Kalke mit Gryphäen, Belemniten, Arieten) und stellenweise entlang der Schwarzwaldrandverwerfung und der Rheintalflexur erhalten. In der Landschaft spielen der dunkelgraue, zu Rutschungen neigende Opalinuston und die Kalke des um die 80 m mächtigen Hauptrogensteins eine größere Rolle. Diese gehören zum Mitteljura (Dogger). Lipburg, Feldberg und Ober-/Niedereggenen liegen in Opalinustonmulden. Steineck,Geißhalde, Hohfohren, Schorner und Schornerbuck, auch die Rüttenen über Feuerbach sind aus den harten Doggerkalken des oolithischen Hauptrogensteins aufgebaut, die im alten Steinbruch am östlichen Ortseingang von Riedlingen zu sehen sind. Auf einer Hauptrogensteinrippe sitzt die Burg Rötteln. Im Oberjura (Malm) entstanden die hellen Korallen- und Nerineenkalke (Oxford) des Isteiner Klotzes und der Korallenkalk der Juratafeln des Suffert, Behlen und Burgholz über Hammerstein/Holzen sowie der Hohen Schule und der Sonnholen über Tannenkirch.
In der folgenden Kreidezeit war unser Gebiet landfest und etwa 80 Millionen Jahre der Abtragung ausgesetzt.
In der Tertiärzeit (vor 66,0-2,6 Mio. Jahren) wurden im Kreisgebiet Sedimente in dem sich seit dem frühen Eozän herausbildenden Rheingraben abgelagert. Tertiärschichten bilden weithin den Untergrund des Markgräfler Hügellandes. Bohnerzhaltige Tone (ehemaliger Abbau über Holzen, Tannenkirch und im Revier Liel) ebenso helle Sande (Huppersand), Produkte frühtertiärer und kreidezeitlicher Verwitterung, lagern direkt dem Jura auf, oft in dessen Karsthohlräume eingespült. Es folgte die Sedimentation von Süßwasserschichten: Kalken, Konglomeraten Mergeln und Tonen. Später kam es zur Bildung von Ruhigwassersedimenten eines den Graben füllenden Flachmeerarmes, den grauen Tonmassen der Froidefontaine-Formation (Rupel). Anschließend entstanden bei und nach dem Rückzug des Meeres im Schwemmland die Brack- und Süßwassersedimente der Elsässer Molasse (Chatt/Niederrödernformation) (Aufschluss: Sandgrube am Läufelberg) und schließlich zur Ablagerung der Süßwasserkalke und -mergel des Tüllinger Berges in einem Seebecken, In die Tertiärzeit gehören auch hochgelegene Schotter nicht mehr existierender Flusssysteme, so die Tüllingerbergschotter und die Heubergschotter bei Kandern. Die Juranagelfluhreste westlich vom Röttler Schloss und bei Wollbach stammen von einer tertiären Urkander.
Das Quartär hat zum einen Moränenmaterial im Schwarzwald, zum andern Schottermassen in den Tälern hinterlassen. Von Fahl über Todtnauberg-Aftersteg-Brandenberg bis talab zur Fröhnd gibt es im Wiesental und auf den benachbarten Höhen zahlreiche Vorkommen von Grundmoräne der letzten Eiszeit. Die in der Würmkaltzeit verfrachteten Flussschotter bilden die heutigen Talfüllungen. Gewaltige Schottermengen schüttete der Rhein in den Oberrheingraben und schuf so die Ebene über dem Mosaik der tieferen Grabenschollen. Schotter der vorhergehenden Kaltzeiten sind nur in Resten vorhanden, beispielsweise die so genannte Hochterrasse der Wiese aus der Risskaltzeit um die 10 bis 20 m über der heutigen Talebene. Noch höher lagern die Tieferen Deckenschotter des Hochrheins, die u. a. zwischen Schwörstadt und Riedmatt dem Muschelkalk des Dinkelbergs aufliegen. Ebenfalls quartärer Entstehung ist der Löss, Feinstmaterial, das in den Kaltzeiten aus den ungeschützten Schotterfeldern des Rheins ausgeblasen und im Umland deponiert wurde. Die Tertiärhügel im Markgräflerland sind weithin mit einem Lösspolster bedeckt. (Lösshohlweg z. B. bei der Straßenkreuzung über Huttingen, auch am Dinkelberg: Lösshohlweg über Wyhlens Schützenstraße/Hohligass.)
Der Bau der Landschaft im Kreisgebiet erklärt sich zum Großteil aus den Vorgängen bei der Entstehung des Oberrheingrabens, also dem Absinken der Grabenzone und dem Aufsteigen des Schwarzwaldes im Tertiär. Während auf dem (seit dem Pliozän verstärkt) aufsteigenden Schwarzwald das Deckgebirge vom Buntsandstein bis zum Jura im Kreisgebiet völlig der Abtragung zum Opfer fiel, blieben Schollen dieses zerbrechenden Deckgebirges in geschützter Tieflage in Form von Bruchschollen am Rand des Grabens erhalten. Sie bilden zusammen mit höher lagernden Schollen der tertiären Grabenfüllung die Schwarzwaldvorberge und wurden je nach Höhenlage unterschiedlich intensiv abgetragen. Südlich der Schwarzwaldsüdrandverwerfung (Kandern-Raitbach-Hasel) sind im Weitenauer Bergland alle Schichten bis zum Buntsandstein abgeräumt. Nur Reste von Muschelkalk bei Rechberg, Hägelberg und auf dem der Rheintalflexur (s. u.) nahen Lingert entgingen der Erosion. Im tektonisch tieferen Dinkelberg sind Muschelkalk und Keuper, sogar Reste von Unterjura erhalten. Westlich der Schwarzwaldrandverwerfung sind nordwestlich von Kandern noch Mitteljuraschollen vorhanden, südwestlich der Stadt sogar noch die Oberjuratafeln über Holzen und Tannenkirch. Auch der Isteiner Klotz ist eine Oberjurascholle. Der Untergrund des Markgräfler Hügellands südlich einer Linie Hertingen-Hammerstein bilden Tertiärschollen, die weithin von Löss bedeckt sind.
Größere und kleinere Verwerfungen bilden die „Bruchränder“ dieses Schollenmosaiks. Die bedeutendste ist die Schwarzwaldrandverwerfung, die Nord-Süd streichend von Badenweiler her das Kreisgebiet erreicht und ab Kandern ihre Fortsetzung in einer bis Lörrach und weiter ins Birseck ziehenden Flexurzone (Abbiegung statt Abschiebung) findet. Auf die Schwarzwaldrandverwerfung trifft bei Kandern die von Hasel/Raitbach her kommende Schwarzwaldsüdrandverwerfung. Beide begrenzen den Schwarzwald in seiner Südwestecke. Die Südrandverwerfung, die Rheintalflexur, die Wehratalstörung und eine Verwerfung im Hochrheintal umgrenzen die Schopfheimer Bucht mit den Weitenauer Vorbergen und dem Dinkelberg, die wiederum durch eine West-Ost-Verwerfung im Wiesental voneinander abgesetzt sind. Der Dinkelberg wird durch die Nordwest-Südost verlaufende Maulburg-Schwörstadt-Verwerfung und die dazu parallele Lörrach-Degerfelden-Verwerfung dreigeteilt. Zwischen ihnen befindet sich der Zentrale Dinkelberggraben, in dem sich Keuper in größerem Umfang erhalten hat. Flankiert wird er von stärker verkarsteten Hochschollen (Trockentäler, Dolinen, Bachschwinden, Höhlen). Zerrungstektonik im Zusammenhang mit der Rheingrabenbildung ist verantwortlich auch für die Entstehung der typischen N-S verlaufenden schmalen Dinkelberggräben, in denen sich eingesackter Keuper und Unterjurareste erhalten konnten. Einzelne Dinkelbergschollen sind so weit herausgehoben, dass unter dem Muschelkalk nicht nur der Buntsandstein, sondern auch das Rotliegend auftaucht (um Degerfelden und östlich von Maulburg).
Eine weitere NW-SO ziehende Grabenstruktur bildet im Tertiärhügelland der Bamlacher Graben zwischen dem Läufelberg-Horst im Süden und der Verwerfung zwischen Hertingen und Hammerstein, an welcher der Oberjura von Behlen und Hohe Schule in den Graben versenkt wird. Der Bamlacher Graben biegt im S in die so genannte Flexurrandmulde (s. u.) ein. Der Isteiner Klotz, eine Jura-Horstscholle, teils von Verwerfungen begrenzt, teils unter die Tertiärschichten abtauchend, wird von einer ganzen Schar von SW-NO-Verwerfungen tranchiert.
Die Rheintalflexur setzt südlich Kandern ein. Hier tauchen die sich abbiegenden Schichten der Schopfheimer Bucht nach Westen in die Tiefe des Rheingrabens ab. Die Schichten erscheinen in der Flexur in mehr oder weniger schmalen Streifen, nicht übereinander, sondern abtauchend nebeneinander. Die Flexur ist von Längsbrüchen durchsetzt, besonders stark im Raum Lörrach (Lörracher Flexurschollen, Hünerberg, Schädelberg-Leuselhard, Stettenbuck). Zu beobachten ist die Flexur am Grenzacher Hornfelsen, an den westwärts einfallenden Muschelkalkschichten des verwachsenen Steinbruchs in der SO-Ecke des Lingert (am Buchenrain) und beim Röttler Schloss. Die Schichten tauchen bis in über 1000 m Tiefe ab und tauchen, eine Nord-Süd-Mulde bildend, weiter westlich wieder auf (Flexurrandmulde). Die obersten Schichten der tertiären Muldenfüllung sind die Mergel und Kalke des Tüllinger Berges. Zahlreiche weitere etwa Nord-Süd streichende Verwerfungen deuten auf den Zusammenhang mit der Oberrheingrabenbildung hin, die Keupergräben des Dinkelbergs auf die dabei wirksamen zerrenden Kräfte quer zur Grabenachse. Manche Verwerfungen sind allerdings schon lange vorher entstanden und wurden in der Tertiärzeit wieder aktiviert (z. B. die Schwarzwaldsüdrandverwerfung).
Auch im Grundgebirge spielen Verwerfungen eine Rolle. Die Grabensenke Badenweiler-Neustadt wurde schon erwähnt. Am stärksten herausgehoben ist der Horst von Schauinsland-Feldberg. Der Belchen und die obere Stuhlsebene bilden ebenfalls einen Horst. Talverläufe sind vielfach tektonisch vorgezeichnet. Aber auch die Auswirkung der unterschiedlichen Widerständigkeit der Gesteine im Grundgebirge auf die Landschaftsformen macht sich bemerkbar. Im Wiesental wechseln Talweitungen gesteinsbedingt ab mit Engtalabschnitten (akzentuiert durch die würmkaltzeitliche Gletscherzunge). So verlässt die Wiese beispielsweise oberhalb Utzenfeld die Talenge im Randgranit und tritt in eine leichter zu erodierende Tonschieferformation ein, wobei sich der Talraum erweitert. Schon im folgenden Münsterhalden-Granit bei Schönenbuchen verengt sich das Tal wieder, um sich um Schönau in den Grauwacken und Tonschiefern abermals zu weiten.
Auswirkungen auf die Geländeformen im höheren Schwarzwald hatte auch die Vergletscherung, die ihr Zentrum im Feldberggebiet hatte, von wo aus auch der in der letzten Kaltzeit (vor 70.000 bis etwa 10.000 Jahren) bis vor Mambach vorgedrungene Wiesentalgletscher seinen Ausgang nahm. Die Trogtalform des obersten Wiesentales zeugt von der glazialen Erosion. Endmoränen des Wiese-Gletschers haben sich nicht erhalten. Dem Eisrand folgende Schmelzwässer schufen Flankentälchen, die zwischen Wembach und Utzenfeld (z. B. das Gurgel-Tälchen bei Schönau oder im Präger Kessel am Seeweg über Präg) gut zu beobachten sind. Vom Eis überschliffene widerständige Felspartien sind als Rundhöcker erhalten geblieben (Schönau: östlich des Sportplatzes und nördlich des Schlageter-Denkmals, in dem sich auch ein Gletscherschliff befindet). Ein imposanter Findling liegt oberhalb Tunau. In einer klassischen Karnische befindet sich der Nonnenmattweiher. Das Todtnauberger Tal endet als Hängetal mit Wasserfall, da die erosive Wirkung des kleinen Todtnauberger Gletschers nicht Schritt halten konnte mit dem mächtigeren und schneller fließenden Schönenbacheis. Felsschutthänge (z. B. unter der Utzenfluh und im Prägtal) gehen auf die intensiven Verwitterung in den Kaltzeiten zurück. Von einem eindrucksvollen Vereisungs-Szenario zeugt der Präger Kessel, wo mehrere Eisströme zusammenflossen.
Siehe auch: Geologie von Adelhausen, Blansingen, Brombach, Degerfelden, Efringen-Kirchen, Eichen, Eichsel, Feuerbach, Fahrnau, Fischingen, Grenzach-Wyhlen, Haagen, Hägelberg, Haltingen, Hasel, Herten, Höllstein, Holzen, Hüsingen, Huttingen, Inzlingen, Kandern, Langenau, Lörrach, Markgräfler Hügelland, Maulburg, Minseln, Nollingen, Nordschwaben, Ötlingen, Riedlingen, Schallbach, Schopfheim, Schopfheimer Bucht, Schwörstadt-Dossenbach, Sitzenkirch, Tannenkirch, Wehr, Weil am Rhein, Weitenauer Bergland, Wiechs und Wollbach.

### Radonvorsorgegebiet
„Das Umweltministerium legt die Gemeindegebiete der nachfolgend aufgeführten Gemeinden im Regierungsbezirk Freiburg als Gebiete fest, für die erwartet wird, dass die über das Jahr gemittelte Radon-222-Aktivitätskonzentration in der Luft in einer beträchtlichen Zahl von Gebäuden mit Aufenthaltsräumen oder Arbeitsplätzen den Referenzwert nach § 124 oder § 126 des Strahlenschutzgesetzes überschreitet (in dieser Allgemeinverfügung „Radonvorsorgegebiete“ genannt).“
Stand 15. Juni 2021 sind 13 von 35 Gemeinden des Landkreises Lörrach unter den Radonvorsorgegebieten genannt:
- Aitern (Gemeinde-Kennziffer 8336004)
- Böllen (Gemeinde-Kennziffer 8336010)
- Fröhnd (Gemeinde-Kennziffer 8336025)
- Häg-Ehrsberg (Gemeinde-Kennziffer 8336106)
- Kleines Wiesental (Gemeinde-Kennziffer 8336107)
- Schönau im Schwarzwald (Gemeinde-Kennziffer 8336079)
- Schönenberg (Gemeinde-Kennziffer 8336080)
- Todtnau (Gemeinde-Kennziffer 8336087)
- Tunau (Gemeinde-Kennziffer 8336089)
- Utzenfeld (Gemeinde-Kennziffer 8336090)
- Wembach (Gemeinde-Kennziffer 8336094)
- Wieden (Gemeinde-Kennziffer 8336096)
- Zell im Wiesental (Gemeinde-Kennziffer 8336103)

## Geschichte

### Verwaltungsbezirke zum Ende des Alten Reiches
Zum Ende des „Alten Reiches“ um 1800 existierte auf dem heutigen Gebiet des Landkreises Lörrach eine Vielzahl von Verwaltungsbezirken. Dies war für den Südwesten Deutschlands nicht ungewöhnlich, aber die Zersplitterung bestand hier nicht nur auf der Ebene der Grundherrschaften und Reichsstände, sondern Gebiete des Landkreises lagen auch in drei verschiedenen Reichskreisen.
Auch innerhalb des Vorderösterreichischen Oberamtes Breisgau bestand eine Zersplitterung. Nur die Kameralherrschaft Rheinfelden unterstand der Regierung in Freiburg direkt. Daneben hatten drei Mitglieder des Breisgauer Prälatenstandes (Kloster St. Blasien, Damenstift Säckingen, Deutschordenskommende Beuggen) und vier Mitglieder der Breisgauer Ritterschaft (Freiherren von Andlau, von Baden, von Rotberg, von Schönau) Herrschaften im Gebiet des heutigen Landkreises Lörrach.
| Verwaltungsbezirk                                                                                    | übergeordneter Verwaltungsbezirk | zugehörig zum Reichsstand   | zugehörig zum Reichskreis    |
| --- | -------------------------------- | --------------------------- | ---------------------------- |
| Landvogtei Schliengen                                                                                |                                  | Hochstift Basel             | Oberrheinischer Reichskreis  |
| Oberamt Rötteln                                                                                      |                                  | Markgrafschaft Baden        | Schwäbischer Reichskreis     |
| Herrschaft Inzlingen der Reich von Reichenstein                                                      | Oberamt Rötteln                  | Markgrafschaft Baden        | Schwäbischer Reichskreis     |
| Herrschaft Bellingen der Freiherren von Andlau                                                       | Oberamt Breisgau                 | Gefürstete Grafschaft Tirol | Österreichischer Reichskreis |
| Herrschaft Liel der Freiherren von Baden                                                             | Oberamt Breisgau                 | Gefürstete Grafschaft Tirol | Österreichischer Reichskreis |
| Herrschaft Bamlach und Rheinweiler der Freiherren von Rotberg                                        | Oberamt Breisgau                 | Gefürstete Grafschaft Tirol | Österreichischer Reichskreis |
| Herrschaft Stetten des Damenstifts Säckingen unter der Vogtei der Freiherren von Schönau             | Oberamt Breisgau                 | Gefürstete Grafschaft Tirol | Österreichischer Reichskreis |
| Landschaft Rheintal in der Kameralherrschaft Rheinfelden                                             | Oberamt Breisgau                 | Gefürstete Grafschaft Tirol | Österreichischer Reichskreis |
| Deutschordenskommende Beuggen                                                                        | Oberamt Breisgau                 | Gefürstete Grafschaft Tirol | Österreichischer Reichskreis |
| Herrschaft Schwörstadt der Freiherren von Schönau-Schwörstadt                                        | Oberamt Breisgau                 | Gefürstete Grafschaft Tirol | Österreichischer Reichskreis |
| Herrschaft Zell des Damenstifts Säckingen unter der Vogtei der Freiherren von Schönau-Zell           | Oberamt Breisgau                 | Gefürstete Grafschaft Tirol | Österreichischer Reichskreis |
| Amt Schönau des Klosters St. Blasien mit den Talvogteien Todtnau und Schönau (mit der Vogtei Fröhnd) | Oberamt Breisgau                 | Gefürstete Grafschaft Tirol | Österreichischer Reichskreis |

### Historische badische Amtsbezirke auf dem Gebiet des heutigen Landkreises Lörrach
Auf dem Gebiet des heutigen Landkreises Lörrach gab es im Kurfürstentum Baden, Großherzogtum Baden und der Republik Baden von 1803 bis 1939 eine Reihe von mehr oder weniger langlebigen staatlichen Verwaltungsbezirken.
| Bezirksamt            | von – bis     | aufgegangen in                              | Anmerkungen                                                                   |
| --------------------- | ------------- | ------------------------------------------- | ----------------------------------------------------------------------------- |
| Oberamt Rötteln       | bis 1810      | Bezirksämter Lörrach, Schopfheim, Kandern   |                                                                               |
| Bezirksamt Lörrach    | 1810          |                                             | entstanden aus der Auflösung des Oberamts Rötteln                             |
| Bezirksamt Schopfheim | 1810 bis 1938 | Bezirksamt Lörrach                          | entstanden aus der Auflösung des Oberamts Rötteln                             |
| Bezirksamt Kandern    | 1810 bis 1819 | Bezirksämter Schopfheim, Lörrach, Müllheim  | entstanden aus der Auflösung des Oberamts Rötteln                             |
| Bezirksamt Schönau    | 1807 bis 1924 | Bezirksamt Schopfheim                       |                                                                               |
| Bezirksamt Schliengen | 1803 bis 1809 | Bezirksämter Kandern, Lörrach               | de facto seit 1802                                                            |
| Bezirksamt Beuggen    | 1807 bis 1809 | Bezirksämter Lörrach, Schopfheim, Säckingen | Vorgänger seit 1806: „Breisgauisches KammeralAmt des Rheinthals in Nollingen“ |
| Bezirksamt Säckingen  | 1807 bis 1973 | Landkreise Waldshut und Lörrach             | ab 1939 eigener Landkreis                                                     |

Vom Übergang der Landvogtei Schliengen an Baden (de facto 1802) bis 1809 gab es noch ein badisches Oberamt Schliengen, das dann im Rahmen der Verwaltungsreform des Großherzogtums aufgelöst und größtenteils dem Bezirksamt Kandern zugeordnet wurde. Istein und Huttingen kamen 1809 zum Bezirksamt Lörrach.
1803 kam das vorderösterreichische Oberamt Breisgau durch den Reichsdeputationshauptschluss an das kurzlebige Herzogtum Modena-Breisgau, das alsbald wieder an das Haus Habsburg vererbt wurde. Durch den Frieden von Pressburg kam dieses Herzogtum 1806 an das Kurfürstentum Baden, das noch im gleichen Jahr von Napoleon zum Großherzogtum Baden gemacht wurde.
Die südwestlichen Teile des Oberamts Breisgau (Herrschaft Zell und Talvogteien Schönau und Todtnau) wurden durch das General-Ausschreiben über die Eintheilung des Großherzogthums Baden in Bezirke vom 7. Juli 1807 überwiegend dem großherzoglich badischen „ObervogteyAmt Schönau“ (später Bezirksamt Schönau) zugewiesen. Die bisherigen grundherrlichen Ämter Bellingen, Liel, Bamlach, Rheinweiler und Stetten wurden dem Oberamt Rötteln zugewiesen.
Das bisherige Gebiet der Deutschordenskommende Beuggen und die Landschaft Rheintal wurden in dem neuen badischen Amt Beuggen zusammengefasst. 1809 wurde das Amt Beuggen aufgelöst und dessen Gemeinden auf die Ämter Lörrach, Schopfheim und Säckingen aufgeteilt.
Die Grundherrschaft der Freiherren von Schönau-Schwörstadt wurde zunächst dem neuen badischen Oberamt Säckingen zugeordnet. Diese Gemeinden kamen erst 1973 zum Landkreis Lörrach.
Durch das Organisations-Reskript vom 26. November 1809 wurde das bisherige Oberamt Rötteln aufgelöst und an seine Stelle traten die neuen Bezirksämter Lörrach, Schopfheim und Kandern, die zusammen mit weiteren Ämtern den Wiesenkreis bildeten, der dann 1815 im Dreisamkreis aufging.

### Entwicklung der mittleren Verwaltungsebene in Baden
Zum 1. Mai 1832 wurden die verbliebenen sechs Kreise aufgelöst und durch vier neu gegründete Kreise ersetzt. Die Behörde hieß zudem nun nicht mehr Kreisdirektion, sondern Kreisregierung, der jeweils ein Regierungsdirektor vorstand und von Regierungsräten und Regierungsassessoren unterstützt wurde. Das Gebiet des Dreisamkreises wurde Teil des neuen Oberrheinkreises zu dem auch die Ämter Lörrach, Schopfheim und Schönau gehörten.
Die zwischen 1809 und 1863 in Baden bestehenden Groß-Kreise sind nicht als Vorgänger der heutigen Landkreise anzusehen, sondern entsprachen eher den heutigen Regierungspräsidien.
Das Gesetz, die Organisation der inneren Verwaltung betreffend vom 5. Oktober 1863 schuf Kreisverbände als Zusammenschluss von Gemeinden für Selbstverwaltungsaufgaben. Diese Kreisverbände umfassten jeweils die Gemeinden im Gebiet mehrerer Amtsbezirke und schufen parallel zu den unteren staatlichen Verwaltungsbehörden (Bezirksämter) neue Selbstverwaltungskörperschaften. Die Vollzugsordnung zum Gesetze über die Organisation der inneren Verwaltung … vom 12. Juli 1864 regelte die Kompetenzen der staatlichen Verwaltungsorgane.
Als Aufsichtsbehörde wurden den staatlichen Bezirksämtern und den neuen als Selbstverwaltungsorganisationen ausgebildeten Kreisen vier Landeskommissäre im Rang von Ministerialräten als Aufsichtsorgane vorgesetzt.
Der Landeskommissärbezirk Freiburg (1864–1939) umfasste die kommunale Selbstverwaltungskörperschaft Kreis Lörrach (sowie die Kreise Freiburg und Offenburg). Die Gemeinden der unteren staatlichen Verwaltungsbehörden, den Bezirksämter Lörrach, Müllheim, Schönau (1924 aufgehoben) und Schopfheim (1936 aufgehoben), waren im Kreis Lörrach zusammengeschlossen.
Der Bezirksamtmann des Amtsbezirks in dessen Gebiet sich der Sitz des Kreises befand, war gleichzeitig Kreishauptmann. Mit der Kreisversammlung gab es bereits ein Gremium mit weitgehend indirekt gewählten Vertretern der Kreisangehörigen, das diesen eine gewisse Mitwirkung bei den Kreisangelegenheiten ermöglichte.
Die Badische Kreisordnung vom 19. Juni 1923 bestätigte die im Großherzogtum vorgenommene Kreiseinteilung (11 Kreise; mit dem Kreis Lörrach im Landeskommissärbezirk Freiburg) und definierte die Kreise wiederum als Selbstverwaltungskörperschaften die weiterhin der Staatsaufsicht durch die Landeskommissäre unterstanden. Es gab weiterhin eine Kreisversammlung, deren Mitglieder (Kreisabgeordnete) nun direkt gewählt wurden. Die Kreisversammlung wählte zudem einen Kreisrat, der als engeres Gremium über die Geschäfte des Kreises zu entscheiden hatte, wenn die Kreisversammlung nicht tagte. Die Leitung des Kreises lag bei einem Kreisvorsitzenden, der durch die Kreisversammlung gewählt wurde.
Im Zuge der nationalsozialistischen Gleichschaltung wurden die Kreisversammlungen 1935 abgeschafft und die Kreisräte verloren 1936 das Recht Beschlüsse zu fassen und wurden Beratungsorgane.
Die zwischen 1863 und 1939 in Baden bestehenden Kreise waren nur Selbstverwaltungskörperschaften ohne staatliche Verwaltungsaufgaben und entsprachen daher nicht den heutigen Landkreisen. Die bis 1939 in Baden bestehenden Bezirksämter hatten keine Selbstverwaltungsaufgaben, sondern nur staatliche Verwaltungsaufgaben und entsprachen daher auch nicht den heutigen Landkreisen.

### Schaffung des modernen Landkreises 1939
Durch das Gesetz über die Landkreisselbstverwaltung in Baden (Landkreisordnung) vom 24. Juni 1939 wurden die bisherigen Kreise per 15. Juni 1939 aufgelöst und die neuen Landkreise traten an deren Stelle. Die Gemeinden Aftersteg und Muggenbrunn wurden dem Landkreis Neustadt zugeteilt. Die Abwicklung der Geschäfte der bisherigen Kreise oblag den Landkreisen am Sitz der bisherigen Kreise. Der bisherige Kreis Lörrach als Verband der kommunalen Selbstverwaltung und das staatliche Bezirksamt Lörrach (die Bezirksämter Schönau und Schopfheim waren schon 1936 aufgelöst worden) wurden also durch den Landkreis Lörrach als unterer staatlicher Verwaltungsbezirk (Organleihe) und gleichzeitig Selbstverwaltungskörperschaft ersetzt. Insgesamt wurden 1939 in Baden 27 Landkreise geschaffen. Damit wurde die badische Sonderlösung mit parallel bestehenden Verwaltungsbehörden und Selbstverwaltungskörperschaften abgeschafft und die Organisation dem preußischen Muster angepasst. Zugleich hatte das nationalsozialistische Regime eine einheitliche Verwaltungsstruktur geschaffen, die aufgrund der abgeschafften gewählten Vertretungskörperschaften auch dem Führerprinzip entsprach.
Die Landkreise existierten nach dem Zweiten Weltkrieg auch in der Französischen Besatzungszone als deutsche Behörden weiter, die die Vorgaben der Besatzungsmacht zu erfüllen hatten. Mit der Verordnung Nr. 60 über die Wahlen zu den Kreisversammlungen in Baden vom 2. September 1946 regelte die französische Besatzungsmacht im Land Baden das Wahlverfahren und die Kompetenzen der Kreisversammlungen.
Nach der Bildung des Landes Baden-Württemberg 1952 gehörte der Landkreis Lörrach zum Regierungsbezirk Südbaden, seit 1. Januar 1973 zum Regierungsbezirk Freiburg.
Per 1. Januar 1972 wurde die Gemeinde Degerfelden in den Landkreis Säckingen umgegliedert.
Durch die Kreisreform wurde der bisherige Landkreis Lörrach am 1. Januar 1973 mit einigen Gemeinden der ehemaligen Landkreise Säckingen und Müllheim zum neuen Landkreis Lörrach vereinigt.
Nach Abschluss der Gemeindereform umfasste der Landkreis Lörrach 35 Gemeinden, darunter acht Städte und hiervon wiederum drei „Große Kreisstädte“ (Lörrach, Rheinfelden (Baden) und Weil am Rhein). Größte Stadt ist Lörrach, kleinste Gemeinde ist Böllen, die zugleich die kleinste Gemeinde des Bundeslandes ist.
Am 1. Januar 1977 wurde der Ortsteil Au der Stadt Schopfheim in die Gemeinde Todtmoos (Landkreis Waldshut) umgegliedert.

### Einwohnerentwicklung

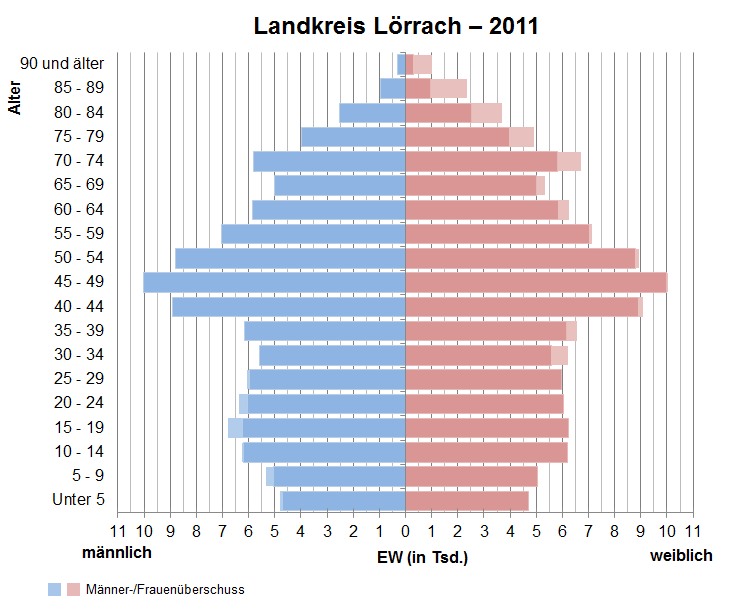
Bevölkerungspyramide für den Kreis Lörrach (Datenquelle: Zensus 2011.)

Die Einwohnerzahlen sind Volkszählungsergebnisse (V) oder amtliche Fortschreibungen des Statistischen Landesamts Baden-Württemberg; gezählt werden dabei nur die Hauptwohnsitze.
| Datum             | Einwohner |
| ----------------- | --------- |
| 31. Dezember 1973 | 196.278   |
| 31. Dezember 1975 | 193.655   |
| 31. Dezember 1980 | 190.832   |
| 31. Dezember 1985 | 190.822   |
| 25. Mai 1987 (V)  | 191.004   |
| 31. Dezember 1990 | 201.880   |

| Datum             | Einwohner |
| ----------------- | --------- |
| 31. Dezember 1995 | 212.122   |
| 31. Dezember 2000 | 217.175   |
| 31. Dezember 2005 | 221.357   |
| 31. Dezember 2010 | 222.650   |
| 31. Dezember 2015 | 226.708   |
| 31. Dezember 2020 | 228.842   |

### Konfessionsstatistik
Der Anteil der Protestanten und Katholiken an der Gesamtbevölkerung sinkt. Gemäß dem Zensus 2022 waren am 25. Mai 2022 26,1 % der Einwohner evangelisch, 24,4 % katholisch, und 49,5 % waren konfessionslos, gehörten einer anderen Glaubensgemeinschaft an oder machten keine Angabe.

## Politik
Der Landkreis wird vom Kreistag und vom Landrat verwaltet.
Zur Entlastung des Kreistags sind in der Hauptsatzung folgende beschließende Ausschüsse gemäß § 34 Landkreisordnung für Baden-Württemberg festgelegt:
- Verwaltungsausschuss,
- Umweltausschuss,
- Sozialausschuss,
- Planungs- und Bauausschuss Zentralklinikum Lörrach (PBA-ZKL)

### Kreistag
Der Kreistag wird von den Wahlberechtigten im Landkreis auf fünf Jahre gewählt. In seiner Sitzung am 19. Juli 2023 hat der Kreistag die Einteilung des Landkreises in 9 Wahlkreise beschlossen, in denen zwischen 4 und 12 Kreistagsmitglieder zu wählen waren.
Die Kommunalwahl am 9. Juni 2024 führte zu folgendem Ergebnis. 2019 wurden 56 reguläre und 4 Ausgleichssitze vergeben; 2024 56 reguläre und 11 Ausgleichssitze vergeben, womit sich die Gesamtzahl der Kreistagsmitglieder von 60 auf 67 erhöhte.
- Linke: 1
- Grüne: 10
- SPD: 11
- FW: 14
- FDP: 4
- CDU: 19
- AfD: 8

Die Ergebnisse vergangener Wahlen sind in folgender Tabelle dargestellt:
| Parteien und Wählergemeinschaften | Parteien und Wählergemeinschaften       | % 2024 | Sitze 2024 | % 2019 | Sitze 2019 | % 2014 | Sitze 2014 | % 2009 | Sitze 2009 | % 2004 | Sitze 2004 | % 1999 | Sitze 1999 | % 1994 | Sitze 1994 | % 1989 | Sitze 1989 |
| CDU                               | Christlich Demokratische Union          | 27,0   | 19         | 25,5   | 16         | 32,2   | 19         | 31,6   | 19         | 36,5   | 24         | 38,0   | 26         | 33,1   | 23         | 33,3   | 21         |
| Grüne                             | Bündnis 90/Die Grünen                   | 16,4   | 10         | 20,7   | 11         | 16,8   | 9          | 13,6   | 7          | 10,8   | 6          | 8,5    | 5          | 13,1   | 8          | 10,4   | 6          |
| FW                                | Freie Wähler                            | 19,8   | 14         | 19,8   | 13         | 20,1   | 12         | 19,7   | 12         | 19,3   | 14         | –      | –          | –      | –          | –      | –          |
| WG                                | Wählervereinigungen                     | –      | –          | –      | –          | –      | –          | –      | –          | –      | –          | 22,9   | 14         | 19,4   | 12         | 17,4   | 10         |
| SPD                               | Sozialdemokratische Partei Deutschlands | 16,3   | 11         | 18,2   | 11         | 24,5   | 14         | 24,1   | 15         | 24,5   | 17         | 24,7   | 16         | 27,7   | 19         | 30,4   | 19         |
| FDP                               | Freie Demokratische Partei              | 6,3    | 4          | 6,6    | 4          | 4,6    | 3          | 7,6    | 4          | 6,4    | 4          | 4,7    | 3          | 6,6    | 5          | 8,6    | 5          |
| AfD                               | Alternative für Deutschland             | 11,8   | 8          | 6,5    | 4          | –      | –          | –      | –          | –      | –          | –      | –          | –      | –          | –      | –          |
| Linke                             | Die Linke                               | 2,0    | 1          | 2,8    | 1          | –      | –          | 0,3    | 0          | –      | –          | –      | –          | –      | –          | –      | –          |
| DU                                | Die Unabhängigen                        | –      | –          | –      | –          | 1,9    | 2          | 3,1    | 2          | 1,3    | 1          | –      | –          | –      | –          | –      | –          |
| JF                                | Junges Forum                            | –      | –          | –      | –          | –      | –          | –      | –          | 1,3    | 1          | –      | –          | –      | –          | –      | –          |
| REP                               | Die Republikaner                        | –      | –          | –      | –          | –      | –          | –      | –          | –      | –          | 1,2    | –          | –      | –          | –      | –          |
| Gesamt                            | Gesamt                                  | 100    | 67         | 100    | 60         | 100    | 59         | 100    | 59         | 100    | 67         | 100    | 64         | 100    | 67         | 100    | 61         |
| Wahlbeteiligung                   | Wahlbeteiligung                         | 58,1 % | 58,1 %     | 55,7 % | 55,7 %     | 45,7 % | 45,7 %     | 46,4 % | 46,4 %     | 47,1 % | 47,1 %     | 49,1 % | 49,1 %     | 62,0 % | 62,0 %     | 56,4 % | 56,4 %     |

- WG: Wählervereinigungen, da sich die Ergebnisse von 1989 bis 1999 nicht auf einzelne Wählergruppen aufschlüsseln lassen.

### Landrat
Der Landrat ist gesetzlicher Vertreter und Repräsentant des Landkreises sowie Vorsitzender des Kreistags und seiner Ausschüsse. Er leitet das Landratsamt und ist Beamter des Kreises.
Zu seinem Aufgabengebiet zählen die Vorbereitung der Kreistagssitzungen sowie seiner Ausschüsse. Er beruft Sitzungen ein, leitet diese und vollzieht die dort gefassten Beschlüsse. In den Gremien hat er kein Stimmrecht. Sein Stellvertreter ist der Erste Landesbeamte.
Die Oberamtmänner bzw. Landräte des Bezirksamts bzw. Landkreises Lörrach seit 1809:
- 1809–1813: Carl Deimling
- 1813–1822: Carl Baumüller
- 1822–1836: Wilhelm Deurer
- 1836–1843: Karl Ludwig Böhme
- 1843–1844: Carl von Neubronn
- 1845–1847: Philipp Flad
- 1847–1849: Wilhelm Exter
- 1849–1859: Gottlieb Jonathan Winter
- 1859–1869: Friedrich von Preen
- 1869–1872: Wilhelm Schupp
- 1873–1883: Georg Seybel
- 1883–1890: Leopold Sonntag
- 1890–1896: Max Becker
- 1896–1902: Ludwig Gaddum
- 1902–1906: Hans von Krafft-Ebing
- 1906–1911: Heinrich Belzer
- 1911–1919: Hugo Dörle
- 1919–1924: Leopold Gräser

Landräte des Bezirksamtes Lörrach
- 1924–1932: Theodor Wintermantel
- 1932–1934: Karl Häußner
- 1934–1939: Albert Peter

Landräte des Landkreises Lörrach
- 1939–1945: Albert Peter
- 1945:–1945 Otto Moericke
- 1945–1947: Rudolf Kraus
- 1947–1948: Alfred Horcher
- 1948–1955: Heinrich Graser
- 1955–1972: Wolfgang Bechtold
- 1972–1989: Otto Leible
- 1989–2004: Alois Rübsamen
- 2004–2012: Walter Schneider
- seit 1. März 2012: Marion Dammann

### Kreisfinanzen
Der Landkreis Lörrach einschließlich seiner Eigenbetriebe und Eigengesellschaften war per 31. Dezember 2023 mit etwa 131,2 Mio. EUR verschuldet, was bezogen auf die Einwohnerzahl etwa 561 EUR/Kopf entspricht. 
Er liegt damit etwa bei der Hälfte des Durchschnitts aller Kreise in Baden-Württemberg, der 1142 EUR/Kopf beträgt.

### Wappen und Flagge
Geteilt und halb gespalten: oben in Silber ein linksgewendeter, wachsender roter Löwe; unten vorn in Gold ein roter Schrägbalken, hinten in Blau ein schräglinker silberner Wellenbalken (Wappen-Verleihung am 29. Januar 1957/11. Dezember 1973)
Der Löwe symbolisiert die Herren von Rötteln, die mit der Burg Rötteln ihre Stammburg im Wiesental hatten. Der rote Schrägbalken in Gold ist das Wappen von Baden (die Markgrafen von Baden erbten später die Besitzungen der Röttler) und die Wellen stehen für den Fluss Wiese, der durch den Landkreis fließt.
Die Flaggenfarben des Landkreises Lörrach sind Rot-Gelb.

## Wirtschaft und Infrastruktur

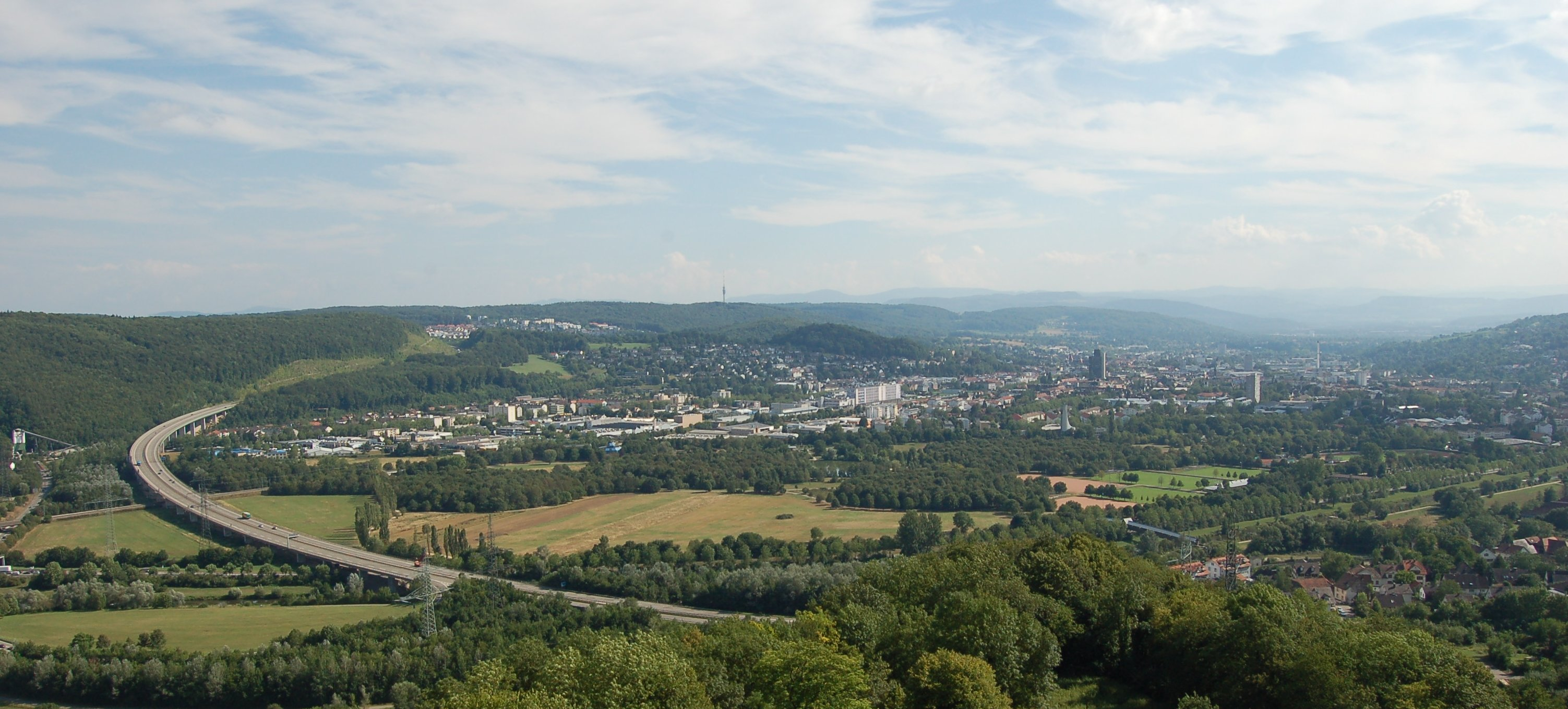
Blick auf die Große Kreisstadt Lörrach mit dem auslaufenden Wiesental (im Vordergrund die A 98)

Im Zukunftsatlas 2016 belegte der Landkreis Lörrach Platz 74 von 402 Landkreisen und kreisfreien Städten in Deutschland und zählt damit zu den Landkreisen mit „hohen Zukunftschancen“. In der Ausgabe von 2019 lag er auf Platz 168 von 401.
Innerhalb des Landkreises gibt es große strukturelle Unterschiede. Die Region im vorderen und mittleren Wiesental sowie im Hochrheintal ist dicht besiedelt und stark industrialisiert. Besonders im Wiesental war die Textilindustrie stark verbreitet. Die Tal- und Hochlagen des südlichen Schwarzwaldes sind dünn besiedelt und durch Landwirtschaft und Fremdenverkehr geprägt. Das westlich gelegene Markgräflerland ist durch Sonderkulturen wie Obst- und Weinbau gekennzeichnet.
In der Rheinebene liegt mit der Therme in Bad Bellingen das jüngste Heilbad der Region.

## Verkehr

### Straße

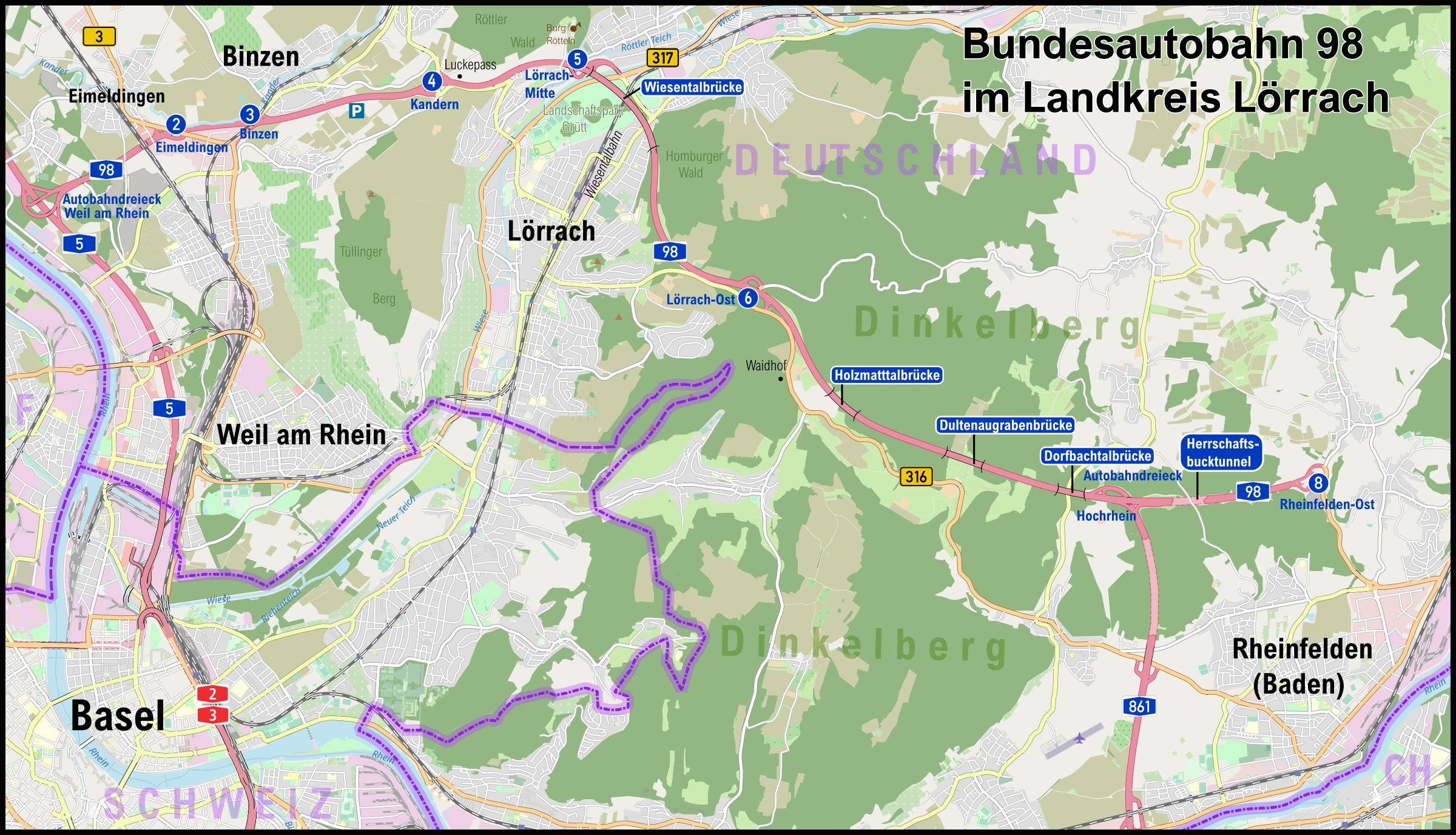
Verlauf der A 98 im Landkreis Lörrach mit den wichtigsten Verkehrsbauwerken

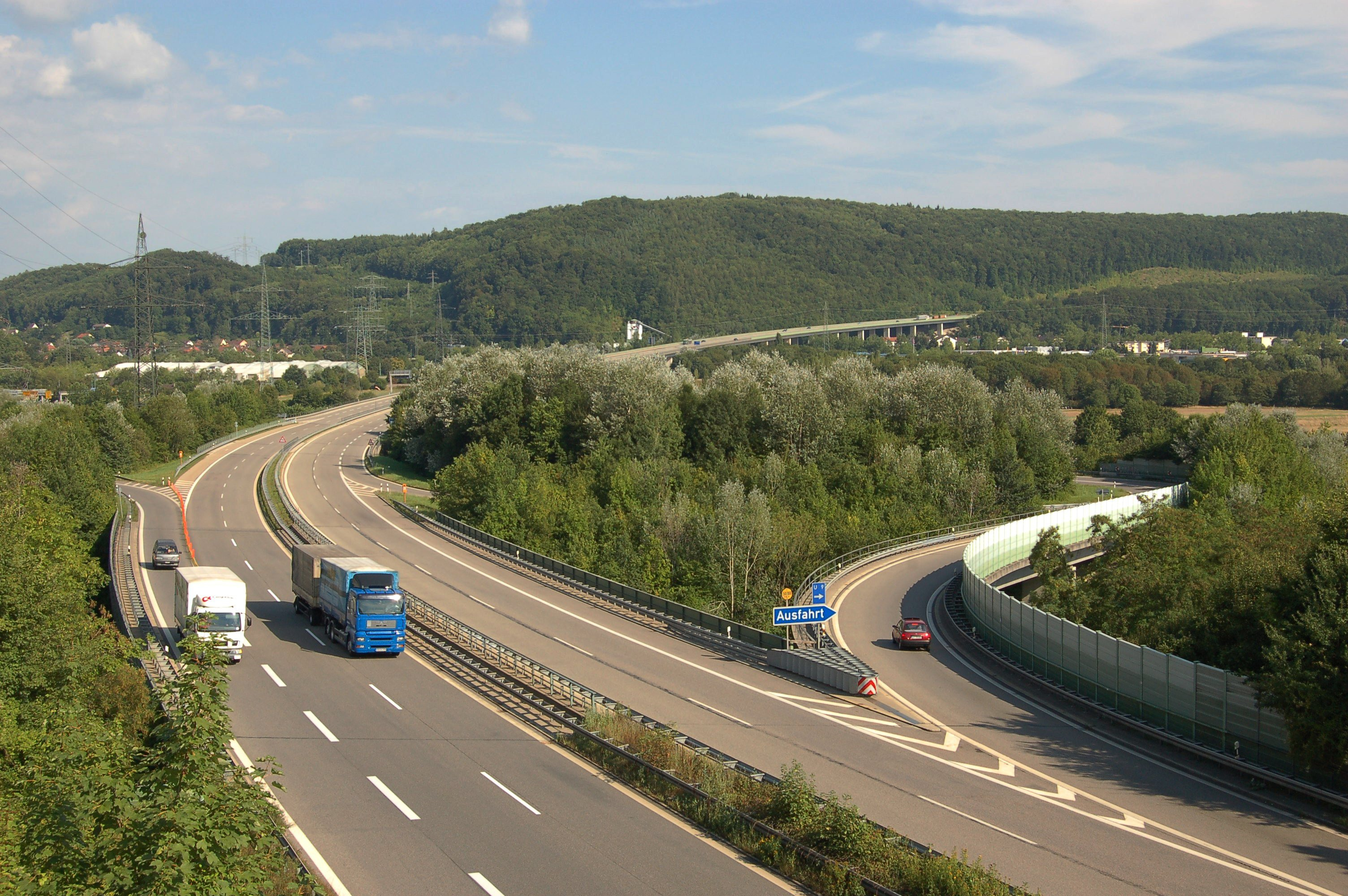
Die durch Lörrach verlaufende A 98, im Hintergrund: die Wiesentalbrücke

Der Fachbereich Straßen des Landkreises ist „für den Betrieb und die Unterhaltung der 550 Kilometer Bundes-, Landes- und Kreisstraßen im Kreisgebiet zuständig.“ Die Kreisstraßen haben eine Länge von 222 Kilometer.
Durch die Oberrheinebene verlaufen von Nord nach Süd zwei große Fernstraßen: die Bundesautobahn 5 und die Bundesstraße 3. Von der A 5 zweigt am Autobahndreieck Weil am Rhein die A 98 ab. Sie führt über Lörrach nach Rheinfelden (Baden). Am erst teilweise fertiggestellten Autobahndreieck Hochrhein geht diese in die A 861 über, quert den Rhein westlich von Rheinfelden (Baden) und Rheinfelden (CH) und verbindet den Landkreis mit der schweizerischen A3. Langfristig ist geplant, die A 98 in östliche Richtung bis nach Waldshut-Tiengen zu verlängern. Bislang nimmt die B 34 größtenteils den übergeordneten Verkehr entlang des Hochrheins bis zum Bodensee auf.
In der Nord-Süd-Achse folgt die B 317 der Talachse des Wiesentals und verbindet das Dreiländereck mit dem Feldbergpass, der sich bereits im benachbarten Landkreis Breisgau-Hochschwarzwald befindet.
Eine leistungsfähige Verbindung zwischen dem Wiesental und dem Hochrheintal wird im Landkreis durch die Bundesstraße 518 (Schopfheim-Wehr) und die Bundesstraße 316 (Lörrach-Rheinfelden) sichergestellt, wobei letztere durch die parallel verlaufende Bundesautobahn 98 an Bedeutung verloren hat. Die Verbindung zwischen dem Landkreis und Frankreich wird durch die Bundesstraße 532 hergestellt, die ausgehend vom Grenzübergang Frankreich über die Palmrainbrücke nach Weil am Rhein über 2,5 Kilometer in das Stadtgebiet von Weil am Rhein führt und zu den kürzesten Bundesstraßen gehört.
Die höchste Passstraße im Kreis führt über die Hohtannhöhe auf 1180 m ü. NHN. Auf der Passhöhe verläuft die Kreisgrenze zum Landkreis Breisgau-Hochschwarzwald. Insgesamt gibt es im Landkreis sechs Pässe, deren Höhe auf über 1000 Meter verläuft.
Träger des Öffentlichen Nahverkehrs ist der Regio Verkehrsverbund Lörrach (RVL), an dem neben den Eisenbahnbetreibern auch die Busunternehmen mit 68 % beteiligt sind.

### Schiene
Die erste Strecke der Badischen Staatsbahnen, die Badische Hauptbahn, erreichte 1847 von Freiburg her das Kreisgebiet in Schliengen und wurde abschnittsweise 1848 bis Efringen-Kirchen, 1851 bis Haltingen und 1855 bis Basel weitergebaut, wo im rechtsrheinischen Stadtteil Klein-Basel ein „Badischer Bahnhof“ (Bahnhof auf deutschem Zollgebiet in der Schweizer Stadt Basel) entstand. Im Jahr darauf konnte man bis Säckingen fahren; diese Hochrheinbahn genannte Strecke setzt sich fort bis Konstanz.
Die Kreisstadt Lörrach wurde 1862 vom Badischen Bahnhof in Basel aus als Privatbahn an das Schienennetz durch die Strecke Basel–Schopfheim der Wiesentalbahn-Gesellschaft angeschlossen, die 1876 eine Fortsetzung durch die Schopfheim-Zeller Eisenbahn-Gesellschaft fand. Daran schloss sich 1889 die von dem „Badischen Eisenbahn-Konsortium H. Bachstein“ erbaute, später der Süddeutschen Eisenbahn-Gesellschaft gehörende Schmalspurbahn Zell–Todtnau an, die im weiteren Verlauf von Zell bis Todtnau führte und auch als „Obere Wiesentalbahn“ bezeichnet wurde. Das Kandertal wurde 1895 durch die Strecke Haltingen–Kandern (Kandertalbahn) der Firma Vering & Waechter erschlossen.
Zur Umgehung der neutralen Schweiz im Kriegsfall dienten die „Strategischen Bahnen“ Säckingen–Schopfheim und Lörrach–Weil, die 1890 von den Badischen Staatsbahnen errichtet wurden. Von Weil führte schon 1878 ein Schienenstrang über den Rhein nach St. Ludwig im Elsass.
Der Badische Bahnhof Basel ist heutzutage – obwohl auf Schweizer Gebiet befindlich – der zentrale Umsteigebahnhof für den äußersten Südwesten Deutschlands mit teilweise sehr guten Fernverkehrsverbindungen (z. B. umsteigefrei bis Frankfurt Flughafen, bis Berlin oder auch bis Amsterdam). Es herrscht zumindest Stundentakt in Nord-Süd-Richtung (Rheinland/Berlin–Oberrhein–Schweiz–(Italien)) mittels ICE, sowie überlagert ein Zweistundentakt der zusätzlichen ICE-Linie Zürich–Hamburg. Im Nah- und Regionalverkehr verkehren die Linien S5 (Weil am Rhein–Lörrach–Steinen) und S6 (Basel SBB–Basel Bad Bf–Lörrach–Zell im Wiesental) der S-Bahn Basel im 30-Minuten-Takt, die Regionalbahn RB 30 nach Waldshut im Stundentakt, sowie die Regionalexpresslinie RE 7 Basel Bad Bf–Offenburg und die mit Neigetechnikzügen befahrene Regional-Express-Linie RE 3 Basel Bad Bf–Singen–Friedrichshafen–Ulm.
Von 122 Kilometern Strecke wurden 45 Kilometer stillgelegt:
- 1937: Weil–Palmrain (Haltingen Süd)–St. Ludwig (5 km)
- 1966: Zell (Wiesental)–Todtnau (19 km)
- 1971: Säckingen–Wehr–Hasel–Schopfheim (8 km)
- 1983: Haltingen–Kandern (noch als Museumsbahn in Betrieb) (13 km)

In Lörrach verkehrte von 1919 bis 1939 und von 1947 bis 1967 eine Städtische Straßenbahn, die eine Verlängerung der Linie 6 der Basler Straßenbahnen darstellte, aber nur 1925 bis 1939 durchgehend befahren wurde.
Seit 2014 ist der Landkreis Lörrach in Weil am Rhein wieder mit dem Netz der Basler Tram verbunden.
Wichtigstes Neubauprojekt der DB ist die Fernstrecke durch den Katzenbergtunnel im Norden des Landkreises parallel zu Rheintalbahn. Der dortige kurvenreiche Abschnitt erhält dadurch einen Bypass.

### Radverkehr
Durch den Landkreis Lörrach verlaufen die folgenden Alltagsrouten aus dem Radnetz Baden-Württemberg:
- Von Müllheim im Markgräflerland kommend über Schliengen, Bad Bellingen, Efringen-Kirchen und Weil am Rhein Richtung Basel
- Von Basel kommend über Grenzach-Wyhlen, Rheinfelden und Schwörstadt Richtung Bad Säckingen mit einem Abzweig von Rheinfelden (Baden) nach Rheinfelden in der Schweiz
- Von Huningue oder Kleinhüningen kommend über Weil am Rhein, Lörrach, Steinen, Schopfheim und Hasel Richtung Wehr und Bad Säckingen.

Zudem gibt es ein Radverkehrskonzept des Landkreises.
Durch den Landkreis verlaufen die folgenden Landes-Radfernwege: 
- Der baden-württembergische Rheinradweg von Konstanz bis Mannheim ist Teil des Rheinradwegs, der von der Quelle des Rheins am Oberalppass im Schweizer Kanton Graubünden bis zur Mündung bei Rotterdam führt. In der rechtsrheinischen Variante werden von Schwörstadt bis Schliengen die Gemeinden des Landkreises Lörrach verbunden. Er ist als Eurovelo-Route 15 (Rheinradweg)[67] und als D-Route 8 (Rhein-Route)[68] ausgewiesen, am Hochrhein zudem als Eurovelo-Route 6 (Atlantik - Schwarzes Meer) und als D-Route 6 (Donauroute).
- Der Südschwarzwald-Radweg führt als Rundweg von Hinterzarten über Waldshut-Tiengen, Rheinfelden und Freiburg rund um den Naturpark Südschwarzwald. In Rheinfelden verzweigt sich der Südschwarzwald-Radweg in eine nördliche Variante über Lörrach und Kandern zum Neuenburger Stadtteil Steinenstadt und eine (südliche) Hauptvariante über die Schweiz und Frankreich, die von Weil am Rhein nach Steinenstadt führt.
- Der Badische Weinradweg[69] führt von Grenzach-Wyhlen über Schweizer Gebiet, Alt-Weil (Weil am Rhein Ost) und Binzen nach Efringen-Kirchen und oberhalb des Rheintals nach Schliengen und weiter Richtung Müllheim. Sein Ziel ist Laudenbach im Norden Baden-Württembergs.

Weitere Radfernwege im Landkreis:
- Der Schwarzwald-Radweg führt über die Kammlagen des Schwarzwaldes von Karlsruhe nach Lörrach.
- Der Dreiland-Radweg führt rund um das Dreiländereck durch die Schweiz, Frankreich und Deutschland und überquert den Rhein bei Rheinfelden über die Alte Rheinbrücke. Als Variante hierzu besteht der Kleine-Dreiland-Radweg, der bei Weil am Rhein über die Dreiländerbrücke und bei Grenzach-Wyhlen in die Schweiz nach Kaiseraugst führt.
- Der Wiesentalradweg verbindet Todtnau mit Basel und führt dabei teilweise entlang der ehemaligen Schmalspurbahn durch das Wiesental.
- Der Markgräfler Radwanderweg verbindet Weil am Rhein mit Freiburg.

Der Landkreis Lörrach ist Mitglied der AGFK (Arbeitsgemeinschaft Fahrrad- und Fußverkehrsfreundlicher Kommunen) in Baden-Württemberg.

### Schiffsverkehr
Durch den Rheinhafen Weil am Rhein ist der Landkreis über den Rhein mit dem Europoort im niederländischen Rotterdam verbunden.

### Luftfahrt
Der Landkreis Lörrach liegt im Einzugsbereich des binationalen EuroAirport Basel-Mulhouse-Freiburg. Mit dem Flugplatz Herten-Rheinfelden gibt es einen Sonderlandeplatz für Segelflugzeuge, Motorsegler, Ultraleichtflugzeuge und Motorflugzeuge mit einem Höchstabfluggewicht von bis zu zwei Tonnen.

## Kreiseinrichtungen
Der Landkreis Lörrach ist Träger folgender Beruflicher Schulen:
- Gewerbliche Schulen Lörrach
- Gewerbliche Schulen Schopfheim
- Gewerbliche Schulen Rheinfelden
- Hauswirtschaftliche Schulen Lörrach
- Hauswirtschaftliche und Landwirtschaftliche Schulen Schopfheim
- Kaufmännische Schulen Lörrach
- Kaufmännische Schulen Schopfheim

und ferner folgender Sonderpädagogischer Bildungs- und Beratungszentren:
- Erich Kästner-Schule Lörrach (für Schülerinnen und Schüler in längerer Krankenhausbehandlung)
- Helen-Keller-Schule Maulburg (Förderschwerpunkte geistige Entwicklung und körperlich-motorische Entwicklung) mit Schulkindergarten
- Sprachheilschule Hausen im Wiesental (Förderschwerpunkt Sprache)

Außerdem ist der Landkreis Lörrach Träger der drei Kreiskrankenhäuser in Lörrach, Rheinfelden (Baden) und Schopfheim und per 1. Januar 2018 hat der Landkreis auch die Trägerschaft des St. Elisabethen-Krankenhauses in Lörrach übernommen.
Der Landkreis ist überdies Träger des Markus-Pflüger-Heims in Schopfheim-Wiechs und der Pflegeheime Markgräflerland in Weil am Rhein und Schloss Rheinweiler in Bad Bellingen.
Der Landkreis verfügt auch über ein Kreisarchiv.

## Kultur und Sehenswürdigkeiten

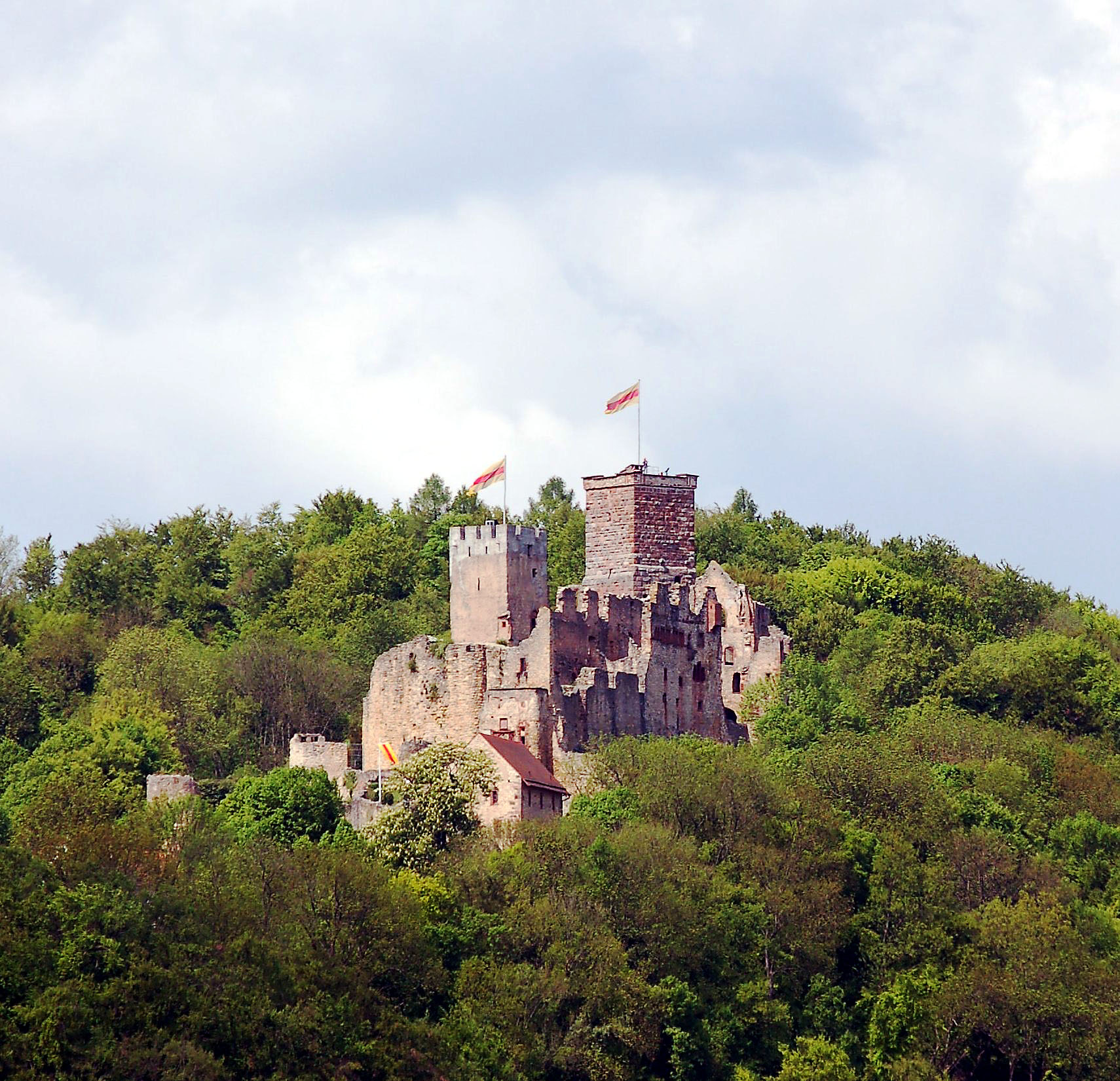
Burg Rötteln

Sehenswerte Kultur- und Naturdenkmäler sind die Burg Rötteln, die Wasserschlösser in Inzlingen und Schliengen, Schloss Bürgeln, der Nonnenmattweiher, die Hasler Tropfsteinhöhle (Erdmannshöhle), die Tschamberhöhle und der Eichener See. Dieser See ist ein wahres Kuriosum. Er ist die meiste Zeit gar nicht vorhanden. Nur nach starken Regenfällen dringt Karstwasser aus der Tiefe nach oben und füllt die Landmulde. Bei Trockenheit versickert das Wasser. Ebenso interessant ist ein Besuch im Präger Gletscherkessel.
2004 gewann Gersbach den Bundeswettbewerb „Unser Dorf soll schöner werden – Unser Dorf hat Zukunft“, 2007 erhielt der Ort die Goldmedaille beim europäischen Wettbewerb Entente Florale Europe.
Der Ort bietet als sehenswerte kulturhistorische Denkmäler die gut erhaltenen Reste verschiedener Schanzentypen und anderer Verteidigungswerke, die Ende des 17. und Anfang des 18. Jahrhunderts errichtet wurden, sowie den Nachbau einer solchen Barockschanze.
International bekannt ist das Vitra Design Museum in Weil am Rhein.
Zu weiteren Sehenswürdigkeiten siehe auch folgende Artikel:

## Vereinbarte Verwaltungsgemeinschaften und Gemeindeverwaltungsverbände

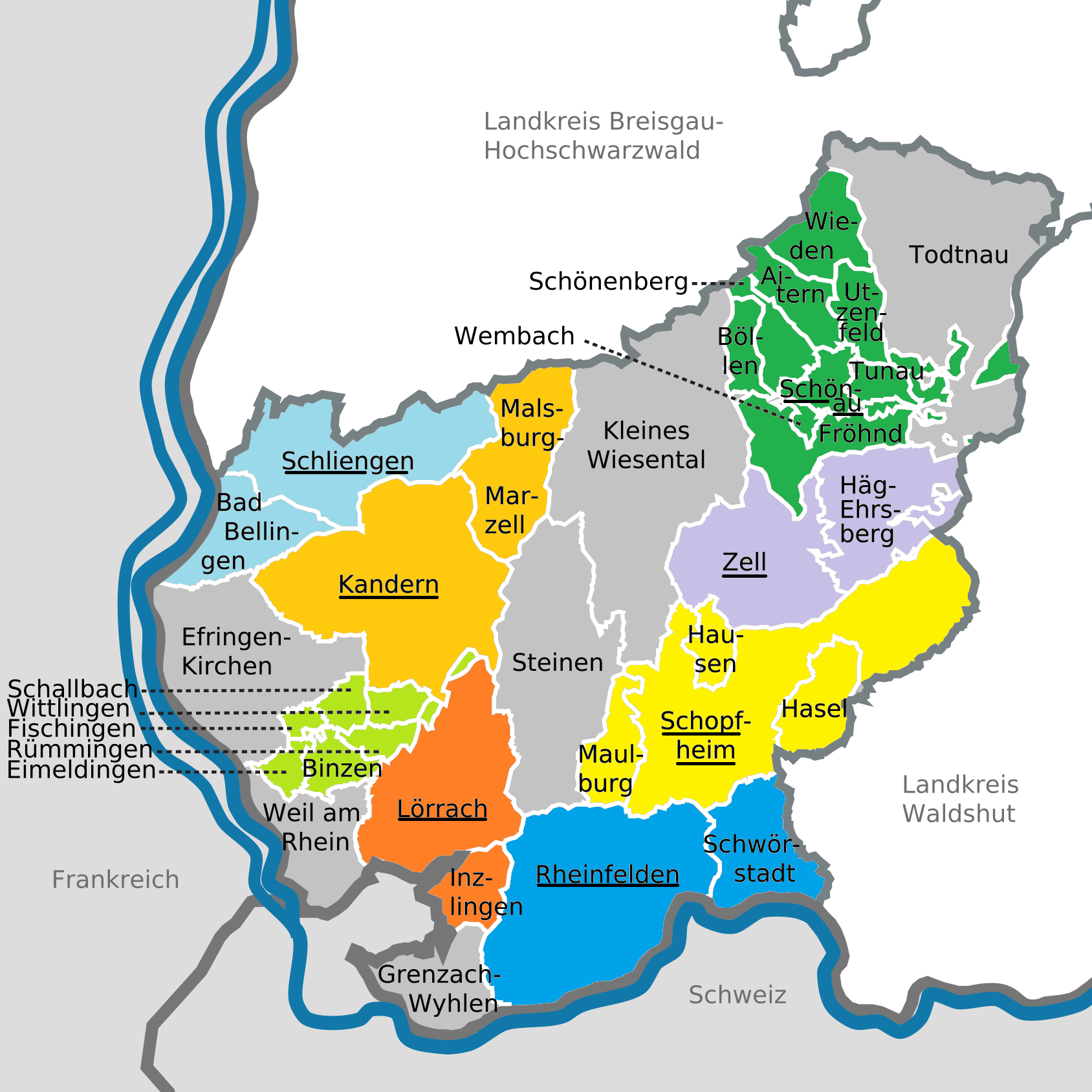
6 Vereinbarte Verwaltungsgemeinschaften und 2 Gemeindeverwaltungsverbände (grün) im Landkreis Lörrach (grau=Gemeinden ohne Zugehörigkeit zu einer Verwaltungsgemeinschaft)

Im Landkreis Lörrach gehören die meisten Gemeinden zu einem Gemeindeverwaltungsverband oder einer Vereinbarten Verwaltungsgemeinschaft.
- Vereinbarte Verwaltungsgemeinschaft der Stadt Kandern mit der Gemeinde Malsburg-Marzell
- Vereinbarte Verwaltungsgemeinschaft der Stadt Lörrach mit der Gemeinde Inzlingen
- Vereinbarte Verwaltungsgemeinschaft der Stadt Rheinfelden (Baden) mit der Gemeinde Schwörstadt
- Vereinbarte Verwaltungsgemeinschaft der Gemeinde Schliengen mit der Gemeinde Bad Bellingen
- Gemeindeverwaltungsverband Schönau im Schwarzwald mit Sitz in Schönau im Schwarzwald; Mitgliedsgemeinden: Stadt Schönau im Schwarzwald und Gemeinden Aitern, Böllen, Fröhnd, Schönenberg, Tunau, Utzenfeld, Wembach und Wieden
- Vereinbarte Verwaltungsgemeinschaft der Stadt Schopfheim mit den Gemeinden Hasel, Hausen im Wiesental und Maulburg
- Gemeindeverwaltungsverband „Vorderes Kandertal“ mit Sitz in Binzen; Mitgliedsgemeinden: Binzen, Eimeldingen, Fischingen, Rümmingen, Schallbach und Wittlingen
- Vereinbarte Verwaltungsgemeinschaft der Stadt Zell im Wiesental mit der Gemeinde Häg-Ehrsberg

Bis 31. Dezember 2008 bestand ferner der Gemeindeverwaltungsverband „Kleines Wiesental“ mit Sitz in Tegernau. Die Mitgliedsgemeinden waren Bürchau, Elbenschwand, Neuenweg, Raich, Sallneck, Tegernau, Wies und Wieslet. Mit Bildung der Einheitsgemeinde Kleines Wiesental wurde der Gemeindeverwaltungsverband Kleines Wiesental aufgelöst.

## Gemeinden
| Status   | Name                            | Einwohner |
| -------- | ------------------------------- | --------- |
| Gemeinde | Aitern                          | 487       |
| Gemeinde | Bad Bellingen                   | 5134      |
| Gemeinde | Binzen                          | 2988      |
| Gemeinde | Böllen                          | 92        |
| Gemeinde | Efringen-Kirchen                | 8683      |
| Gemeinde | Eimeldingen                     | 2529      |
| Gemeinde | Fischingen                      | 778       |
| Gemeinde | Fröhnd                          | 487       |
| Gemeinde | Grenzach-Wyhlen                 | 15.476    |
| Gemeinde | Häg-Ehrsberg                    | 810       |
| Gemeinde | Hasel                           | 1237      |
| Gemeinde | Hausen im Wiesental             | 2371      |
| Gemeinde | Inzlingen                       | 2555      |
| Stadt    | Kandern                         | 8710      |
| Gemeinde | Kleines Wiesental               | 2970      |
| Stadt    | Lörrach, Große Kreisstadt       | 51.349    |
| Gemeinde | Malsburg-Marzell                | 1443      |
| Gemeinde | Maulburg                        | 4366      |
| Stadt    | Rheinfelden, Große Kreisstadt   | 34.674    |
| Gemeinde | Rümmingen                       | 1989      |
| Gemeinde | Schallbach                      | 855       |
| Gemeinde | Schliengen                      | 6200      |
| Stadt    | Schönau im Schwarzwald          | 2504      |
| Gemeinde | Schönenberg                     | 330       |
| Stadt    | Schopfheim                      | 20.332    |
| Gemeinde | Schwörstadt                     | 2531      |
| Gemeinde | Steinen                         | 10.409    |
| Stadt    | Todtnau                         | 4960      |
| Gemeinde | Tunau                           | 184       |
| Gemeinde | Utzenfeld                       | 596       |
| Stadt    | Weil am Rhein, Große Kreisstadt | 32.236    |
| Gemeinde | Wembach                         | 304       |
| Gemeinde | Wieden                          | 560       |
| Gemeinde | Wittlingen                      | 930       |
| Stadt    | Zell im Wiesental               | 6204      |

Im Landkreis Lörrach befinden sich 8 Städte und 27 weitere Gemeinden. Die Einordnung dieser insgesamt 35 Gemeinden nach verschiedenen Gesichtspunkten ergibt folgendes Bild:
- Im Hinblick auf die kommunale Selbstverwaltung ist die Bezeichnung Stadt heute ohne Bedeutung. Diesbezüglich relevant ist die Kategorie Große Kreisstadt. Die Städte Lörrach, Rheinfelden und Weil am Rhein sind Große Kreisstädte, d. h. diese Städte haben mehr als 20 000 Einwohner und nehmen teilweise Aufgaben wahr, die für die kleineren Gemeinden der Landkreis übernimmt. 15 Gemeinden haben sich in zwei Gemeindeverwaltungsverbänden zusammengeschlossen und so zahlreiche Selbstverwaltungsaufgaben zusammengelegt. 8 Gemeinden haben sich in Vereinbarten Verwaltungsgemeinschaften mit benachbarten größeren Gemeinden zusammengetan und jeweils festgelegte Selbstverwaltungsaufgaben übertragen. Somit bestehen 14 vollwertige Selbstverwaltungseinheiten im Landkreis.

- In der Raumordnung sind die Städte Lörrach und Weil am Rhein zusammen (Doppelzentrum) als eines der 14 Oberzentren in Baden-Württemberg ausgewiesen. Rheinfelden und Schopfheim sind im Landesentwicklungsplan 2002 des Landes Baden-Württemberg[71] als Mittelzentren ausgewiesen (siehe Liste der Ober- und Mittelzentren in Baden-Württemberg).

- In der Gemeindestatistik werden Gemeinden nach Einwohnerzahl in die Gemeindegrößenklassen Großstadt, Mittelstadt, Kleinstadt und Gemeinden mit weniger als 20 000 Einwohnern eingeordnet. Die Mittelstädte werden unterteilt in große (50 000 bis 100 000 Einwohner) und kleine Mittelstädte (20 000 bis 50 000 Einwohner).[72] Demnach gibt es im Landkreis Lörrach nur kleine Mittelstädte – es sind jene, die auch Große Kreisstadt sind. Durch die Gründung des Gemeindeverwaltungsverbandes Schönau im Schwarzwald konnten sich 5 Gemeinden mit weniger als 500 Einwohnern eine formale Selbständigkeit erhalten, darunter Böllen, das – gemessen an der Einwohnerzahl – die kleinste Gemeinde in Baden-Württemberg ist. Ebenfalls im GVV Schönau liegt Wembach als flächenmäßig kleinste Gemeinde des Landes.

Von 73 baden-württembergischen Gemeinden mit weniger als 1000 Einwohnern liegen 12 im Landkreis Lörrach. Die durchschnittliche Einwohnerzahl der Gemeinden in Baden-Württemberg belief sich 2015 auf 4700, während sie im Landkreis Lörrach nur bei 2421 lag. Dies liegt insbesondere an den kleinen Gemeinden im Gemeindeverwaltungsverband Schönau.
Seit der Gemeindereform von 1973 gab es im Landkreis weitere Veränderungen bei den Gemeinden. Per Ende 2008 wurde der Gemeindeverwaltungsverband „Kleines Wiesental“ aufgelöst und dessen 8 Gemeinden zur Einheitsgemeinde Kleines Wiesental zusammengeschlossen. Per 1. Januar 1977 wurde der bis dahin zum Ortsteil Gersbach der Stadt Schopfheim gehörige Weiler Gersbach-Au der Gemeinde Todtmoos zugeordnet, wodurch er auch vom Landkreis Lörrach zum Landkreis Waldshut wechselte.
Die unechte Teilortswahl wird in der Gemeindeordnung Baden-Württembergs geregelt. Ob eine unechte Teilortswahl stattfindet, legt die Gemeinde in ihrer Hauptsatzung fest. Wenn das der Fall ist, werden Wohnbezirke aus jeweils einem oder mehreren räumlich getrennten Ortsteilen gebildet, auf die die Gemeinderatssitze entsprechend der Bevölkerungszahl aufgeteilt werden.
Besondere Bedeutung erreichte die unechte Teilortswahl 1972 im Zuge der Gebietsreform in Baden-Württemberg, da einige bislang selbständige Gemeinden befürchteten, nach dem Verlust ihrer Selbständigkeit als Teilorte nicht mehr genug Einfluss auf die Kommunalpolitik in der jeweils entstehenden Groß- bzw. Zentralgemeinde zu haben. Vielfach wurde daher vertraglich festgelegt, dass die unechte Teilortswahl in die Hauptsatzung der Gemeinde aufgenommen werden musste. Seither ist die Anzahl der Gemeinden mit unechter Teilortswahl rückläufig. Im Landkreis Lörrach gibt es die unechte Teilortswahl noch in 8 Gemeinden. Abgeschafft wurde die unechte Teilortswahl in Lörrach, Rheinfelden, Schliengen und Schopfheim. In 15 Gemeinden gibt es Ortsteile mit einem Ortschaftsrat.
Auf Basis des Gesetzes über kommunale Zusammenarbeit (GKZ) von 1974 haben sich Gemeinden des Landkreises auch zu Zweckverbänden zusammengeschlossen. Ein Zweckverband der alle Gemeinden des Landkreises umfasst ist der Zweckverband Breitbandversorgung Landkreis Lörrach. Der Zweckverband Regio-S-Bahn 2030 (ZRL) ist ein weiterer großräumiger Verband im Landkreis. Weitere Zweckverbände sind:
- Zweckverband Musikschule „Mittleres Wiesental“ mit Sitz in Steinen
- Zweckverband Kandertalbahn

Eine Anzahl von Wasserzweckverbänden befasst sich mit der Wasserversorgung bzw. der Abwasserentsorgung:
- Abwasserzweckverband Rheinfelden-Schwörstadt
- Abwasserverband Mittleres Wiesental Kläranlage Steinen
- Wasserverband Südliches Markgräflerland[81]
- Zweckverband Wasserversorgung Dinkelberg[82]
- Zweckverband Gruppenwasserversorgung Hohlebach-Kandertal[83]

## Gemeinden vor der Kreisreform
Im Zuge der Gemeindereform wurden im neuen Landkreis Lörrach aus insgesamt 104 Altgemeinden zunächst 42 neue Gemeinden gebildet.
- 83 alle aus dem bisherigen Landkreis Lörrach
- 15 aus dem bisherigen Landkreis Müllheim
- 6 aus dem bisherigen Landkreis Säckingen

Total 104 Altgemeinden
Per Ende 2008 wurde der Gemeindeverwaltungsverband „Kleines Wiesental“ aufgelöst und dessen 8 Gemeinden zur Einheitsgemeinde Kleines Wiesental zusammengeschlossen.
Damit gibt es nun 35 Neugemeinden.

### Im alten Landkreis Lörrach
Vor der Kreisreform 1973 beziehungsweise vor der Gemeindereform gehörten zum (alten) Landkreis Lörrach seit 1936 insgesamt 83 Gemeinden, darunter sechs Städte, wobei die Kreisstadt Lörrach seit dem 1. April 1956 eine Große Kreisstadt ist.
Am 7. März 1968 stellte der Landtag von Baden-Württemberg die Weichen für eine Gemeindereform. Mit dem Gesetz zur Stärkung der Verwaltungskraft kleinerer Gemeinden war es möglich, dass sich kleinere Gemeinden freiwillig zu größeren Gemeinden vereinigen konnten. Den Anfang im alten Landkreis Lörrach machte die Gemeinde Fahrnau, die sich am 1. Juli 1971 mit der Stadt Schopfheim vereinigte. In der Folgezeit reduzierte sich die Zahl der Gemeinden stetig. Am 1. Januar 1972 wurde die Gemeinde Degerfelden in die Stadt Rheinfelden (Baden), Landkreis Säckingen, eingegliedert und verließ somit vorübergehend den Landkreis Lörrach. Doch schon am 1. Januar 1973 wurde die Stadt Rheinfelden (Baden) Teil des neuen vergrößerten Landkreises Lörrach, der somit wieder alle Gemeinden des alten Landkreises Lörrach umfasst.
Die größte Gemeinde des alten Landkreises Lörrach war die Große Kreisstadt Lörrach. Die kleinste Gemeinde war Böllen.
Der alte Landkreis Lörrach umfasste zuletzt eine Fläche von 638 km² und hatte bei der Volkszählung 1970 insgesamt 155.089 Einwohner.
In der Tabelle wird die Einwohnerentwicklung des alten Landkreises Lörrach bis 1970 angegeben. Alle Einwohnerzahlen sind Volkszählungsergebnisse.
| Datum              | Einwohner |
| ------------------ | --------- |
| 17. Mai 1939       | 95.353    |
| 13. September 1950 | 107.101   |

| Datum        | Einwohner |
| ------------ | --------- |
| 6. Juni 1961 | 136.333   |
| 27. Mai 1970 | 155.089   |

Es folgt eine Liste der Gemeinden des alten Landkreises Lörrach vor der Gemeindereform. Alle Gemeinden gehören heute noch zum Landkreis Lörrach.

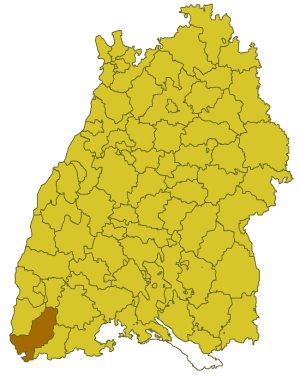
Landkreis Lörrach vor der Kreisreform

| frühere Gemeinde              | heutige Gemeinde       | Einwohner am 6. Juni 1961 |
| ----------------------------- | ---------------------- | ------------------------- |
| Adelhausen                    | Rheinfelden (Baden)    | 536                       |
| Adelsberg                     | Zell im Wiesental      | 236                       |
| Aftersteg                     | Todtnau                | 267                       |
| Aitern                        | Aitern                 | 389                       |
| Atzenbach                     | Zell im Wiesental      | 1.065                     |
| Binzen                        | Binzen                 | 1.367                     |
| Blansingen                    | Efringen-Kirchen       | 377                       |
| Böllen                        | Böllen                 | 131                       |
| Brombach                      | Lörrach                | 4.294                     |
| Bürchau                       | Kleines Wiesental      | 224                       |
| Degerfelden                   | Rheinfelden (Baden)    | 663                       |
| Efringen-Kirchen              | Efringen-Kirchen       | 2.067                     |
| Egringen                      | Efringen-Kirchen       | 637                       |
| Ehrsberg                      | Häg-Ehrsberg           | 375                       |
| Eichen                        | Schopfheim             | 415                       |
| Eichsel                       | Rheinfelden (Baden)    | 323                       |
| Eimeldingen                   | Eimeldingen            | 920                       |
| Elbenschwand                  | Kleines Wiesental      | 181                       |
| Endenburg                     | Steinen                | 340                       |
| Enkenstein                    | Schopfheim             | 143                       |
| Fahrnau                       | Schopfheim             | 2.433                     |
| Fischingen                    | Fischingen             | 309                       |
| Fröhnd                        | Fröhnd                 | 475                       |
| Gersbach                      | Schopfheim             | 735                       |
| Geschwend                     | Todtnau                | 338                       |
| Grenzach                      | Grenzach-Wyhlen        | 5.032                     |
| Gresgen                       | Zell im Wiesental      | 378                       |
| Haagen                        | Lörrach                | 2.856                     |
| Häg                           | Häg-Ehrsberg           | 763                       |
| Hägelberg                     | Steinen                | 395                       |
| Haltingen                     | Weil am Rhein          | 4.195                     |
| Hasel                         | Hasel                  | 884                       |
| Hauingen                      | Lörrach                | 2.459                     |
| Hausen im Wiesental           | Hausen im Wiesental    | 1.874                     |
| Herten                        | Rheinfelden (Baden)    | 2.171                     |
| Höllstein                     | Steinen                | 1.586                     |
| Holzen                        | Kandern                | 513                       |
| Hüsingen                      | Steinen                | 402                       |
| Huttingen                     | Efringen-Kirchen       | 291                       |
| Inzlingen                     | Inzlingen              | 1.428                     |
| Istein                        | Efringen-Kirchen       | 851                       |
| Kleinkems                     | Efringen-Kirchen       | 493                       |
| Langenau                      | Schopfheim             | 689                       |
| Lörrach, Große Kreisstadt     | Lörrach                | 30.536                    |
| Mambach                       | Zell im Wiesental      | 442                       |
| Mappach                       | Efringen-Kirchen       | 336                       |
| Märkt                         | Weil am Rhein          | 387                       |
| Maulburg                      | Maulburg               | 3.012                     |
| Muggenbrunn                   | Todtnau                | 307                       |
| Neuenweg                      | Kleines Wiesental      | 479                       |
| Ötlingen                      | Weil am Rhein          | 545                       |
| Pfaffenberg                   | Zell im Wiesental      | 155                       |
| Präg                          | Todtnau                | 397                       |
| Raich                         | Kleines Wiesental      | 290                       |
| Raitbach                      | Schopfheim             | 505                       |
| Riedichen                     | Zell im Wiesental      | 196                       |
| Rümmingen                     | Rümmingen              | 501                       |
| Sallneck                      | Kleines Wiesental      | 233                       |
| Schallbach                    | Schallbach             | 396                       |
| Schlächtenhaus                | Steinen                | 413                       |
| Schlechtnau                   | Todtnau                | 297                       |
| Schönau im Schwarzwald, Stadt | Schönau im Schwarzwald | 2.326                     |
| Schönenberg                   | Schönenberg            | 327                       |
| Schopfheim, Stadt             | Schopfheim             | 7.845                     |
| Steinen                       | Steinen                | 3.024                     |
| Tegernau                      | Kleines Wiesental      | 523                       |
| Todtnau, Stadt                | Todtnau                | 2.971                     |
| Todtnauberg                   | Todtnau                | 560                       |
| Tunau                         | Tunau                  | 169                       |
| Utzenfeld                     | Utzenfeld              | 503                       |
| Weil am Rhein, Stadt          | Weil am Rhein          | 17.389                    |
| Weitenau                      | Steinen                | 359                       |
| Welmlingen                    | Efringen-Kirchen       | 308                       |
| Wembach                       | Wembach                | 206                       |
| Wiechs                        | Schopfheim             | 1.066                     |
| Wieden                        | Wieden                 | 511                       |
| Wies                          | Kleines Wiesental      | 767                       |
| Wieslet                       | Kleines Wiesental      | 455                       |
| Wintersweiler                 | Efringen-Kirchen       | 245                       |
| Wittlingen                    | Wittlingen             | 396                       |
| Wollbach                      | Kandern                | 1.039                     |
| Wyhlen                        | Grenzach-Wyhlen        | 4.781                     |
| Zell im Wiesental, Stadt      | Zell im Wiesental      | 4.636                     |

### Altgemeinden die vom Landkreis Müllheim zu Lörrach kamen
Folgende 15 Altgemeinden kamen erst mit der Kreisreform vom Landkreis Müllheim zum Landkreis Lörrach:
| frühere Gemeinde | heutige Gemeinde |
| ---------------- | ---------------- |
| Bad Bellingen    | Bad Bellingen    |
| Bamlach          | Bad Bellingen    |
| Hertingen        | Bad Bellingen    |
| Rheinweiler      | Bad Bellingen    |
| Feuerbach        | Kandern          |
| Riedlingen       | Kandern          |
| Sitzenkirch      | Kandern          |
| Tannenkirch      | Kandern          |
| Malsburg         | Malsburg-Marzell |
| Marzell          | Malsburg-Marzell |
| Schliengen       | Schliengen       |
| Liel             | Schliengen       |
| Mauchen          | Schliengen       |
| Niedereggenen    | Schliengen       |
| Obereggenen      | Schliengen       |

### Altgemeinden die vom Landkreis Säckingen zu Lörrach kamen
Folgende 6 Altgemeinden kamen erst mit der Kreisreform vom Landkreis Säckingen zum Landkreis Lörrach:

| frühere Gemeinde | heutige Gemeinde |
| ---------------- | ---------------- |
| Rheinfelden      | Rheinfelden      |
| Karsau           | Rheinfelden      |
| Minseln          | Rheinfelden      |
| Nordschwaben     | Rheinfelden      |
| Schwörstadt      | Schwörstadt      |
| Dossenbach       | Schwörstadt      |

## Partnerschaften
- Am 3. Oktober 1990 wurde eine Partnerschaft mit dem Landkreis Glauchau geschlossen,[85] die 2008 mit der Kreisreform auf den Landkreis Zwickau überging.
- Seit 1999 arbeitet der Landkreis Lörrach mit dem polnischen Landkreis Lubliniec im östlichen Oberschlesien zusammen und vertiefte dies Mitte 2002 mit einem Partnerschaftsvertrag.[86]

## Kfz-Kennzeichen
Am 1. Juli 1956 wurde dem Landkreis bei der Einführung der bis heute gültigen Kfz-Kennzeichen das Unterscheidungszeichen LÖ zugewiesen. Es wird durchgängig bis heute ausgegeben.